# Kordigast
Der Kordigast (fränkische Mundart Korches) ist ein aus zwei benachbarten Teilbergen, dem Kleinen (538,1 m ü. NN) und dem Großen Kordigast (535,7 m ü. NN), bestehender Zeugenberg der Fränkischen Alb bei Altenkunstadt im oberfränkischen Landkreis Lichtenfels (Bayern). Er ist der nördlichste Ausläufer der Fränkischen Alb.
Besiedelt wurde der Berg erstmals durch die Kelten im 4. und 5. Jahrhundert vor Christus. Während der Kordigast im Mittelalter für das soziale Gefüge der Region nur von geringer Bedeutung war, nahm diese in der frühen Neuzeit wieder deutlich zu, so dass Siedlungen gegründet und große Volksfeste dort abgehalten wurden. Der Berg ist ein beliebtes Wanderziel. Eine gewisse Bekanntheit kommt ihm darüber hinaus durch den jährlich stattfindenden Kordigast-Berglauf und die endemische Kordigast-Mehlbeere zu.

## Geographische Lage und Beschreibung

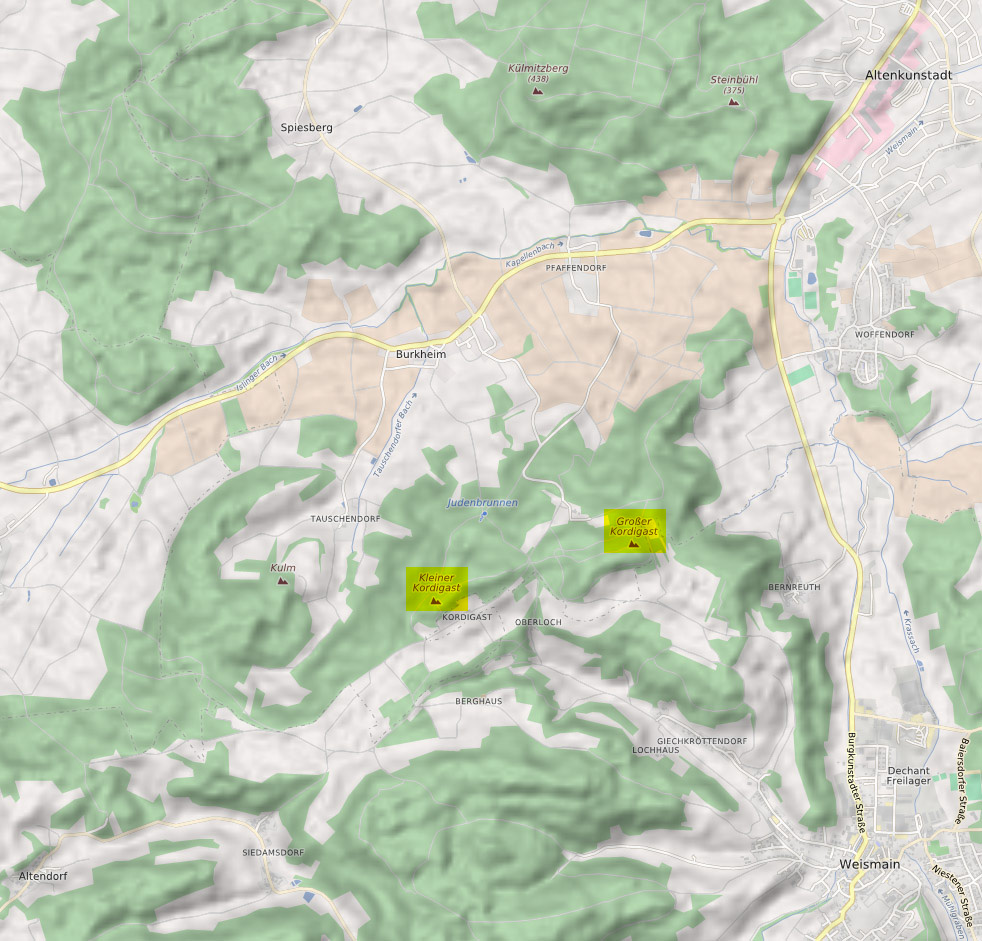
Umgebung des Kordigast

Der Kordigast ist ein aus der umliegenden Landschaft durch die beiden Gipfel hervortretender Zeugenberg. Der Kleine Kordigast hat eine Höhe von 538,1 m ü. NN; der Große Kordigast erhebt sich 535,7 m ü. NN. Die Bezeichnungen Groß und Klein beziehen sich nicht auf die Höhe der beiden Gipfel, sondern sind in ihrer historischen Bedeutung nördlich/östlich und südlich/westlich zu verstehen.
Der Kordigast erhebt sich rund 230 Meter über dem Weismaintal im Altenkunstadt-Buchauer Albvorland, das als Teil des Obermainischen Hügellandes zu den Nordausläufern der Fränkischen Alb im Naturpark Fränkische Schweiz-Veldensteiner Forst gehört. Die Dominanz zum nächsthöheren Punkt im umliegenden Gelände, einem namenlosen, 558,2 m hohen Berg (50° 5′ N, 11° 9′ O), am westlichen Ortsrand von Köttel (Lichtenfels), beträgt vom Gipfel des Kleinen Kordigast aus 4,58 Kilometer. Die Schartenhöhe zum nächsthöheren Berg kann aufgrund seiner Lage als Ausläufer einer Hochebene nicht genau bestimmt werden. Die beiden nächsthöheren markanten Berge sind der 13 km westlich gelegene Staffelberg bei Bad Staffelstein und die Radspitze bei Seibelsdorf, 22 km nordöstlich. Die Schartenhöhe zwischen den beiden Teilgipfeln beträgt hingegen rund 44 m. Bedingt durch Erosion, wird der Bergsattel, der den Kordigast von der übrigen Hochfläche abtrennt, im Laufe der Zeit abgetragen werden, so dass der Pfauengrund und das Tauschendorfer Tal sich verbinden und der Berg losgelöst von der Hochebene stehen wird.
Beide Teilberge und auch die gleichnamige Einzelsiedlung Kordigast (Altenkunstadt) unweit nördlich des Großen Kordigast, die aus der Gastwirtschaft Waldfrieden besteht, gehören zur Gemeinde Altenkunstadt. Die nächstgelegenen Ortsteile Altenkunstadts sind Burkheim und Pfaffendorf im Norden. Über die südlichen Flanken der Gipfel verläuft etwa in Südwest-Nordost-Richtung die Grenze zur Stadt Weismain, deren Kern südöstlich liegt. Die am Fuße des Kleinen Kordigast gelegene Einzelsiedlung Kordigast (Weismain), bestehend aus einem Bauernhof, dem die Gastwirtschaft Steinerne Hochzeit angegliedert ist, gehört ebenso wie zwei weitere Berghöfe zu Weismain.

### Großer Kordigast
Der Große Kordigast ist ein etwa 420 Meter langes und 120 bis 210 Meter breites, von West-Süd-West nach Ost-Nord-Ost verlaufendes Hochplateau. An den Flanken im Westen, Süden und Osten fällt es klippenartig steil ab. Der mit 535,7 m ü. NN höchste Punkt des Plateaus befindet sich am ostnordöstlichen Ende, in der Mitte fällt es einige Meter ab und steigt zum westsüdwestlichen Ende hin wieder an. Der Große Kordigast ist bei Wanderern und Touristen das deutlich beliebtere Ziel der beiden Teilberge, da er besser erschlossen und leichter zugänglich ist und im nordöstlichen, baumfreien Bereich bei schönem Wetter eine Fernsicht über das Obermainland bis zu den südlichen Ausläufern des Thüringer Waldes, des Thüringer Schiefergebirges, zum Frankenwald und zum Fichtelgebirge ermöglicht. Im Jahre 2001 legte die Gemeinde Altenkunstadt unter Beteiligung der Holzrechtler von Pfaffendorf mit Fördermitteln des Naturparks Fränkische Schweiz-Veldensteiner Forst um das Plateau einen 1,8 km langen Rundweg an. Entlang des Weges sind Infotafeln zum Thema Wald und Landschaft aufgestellt.

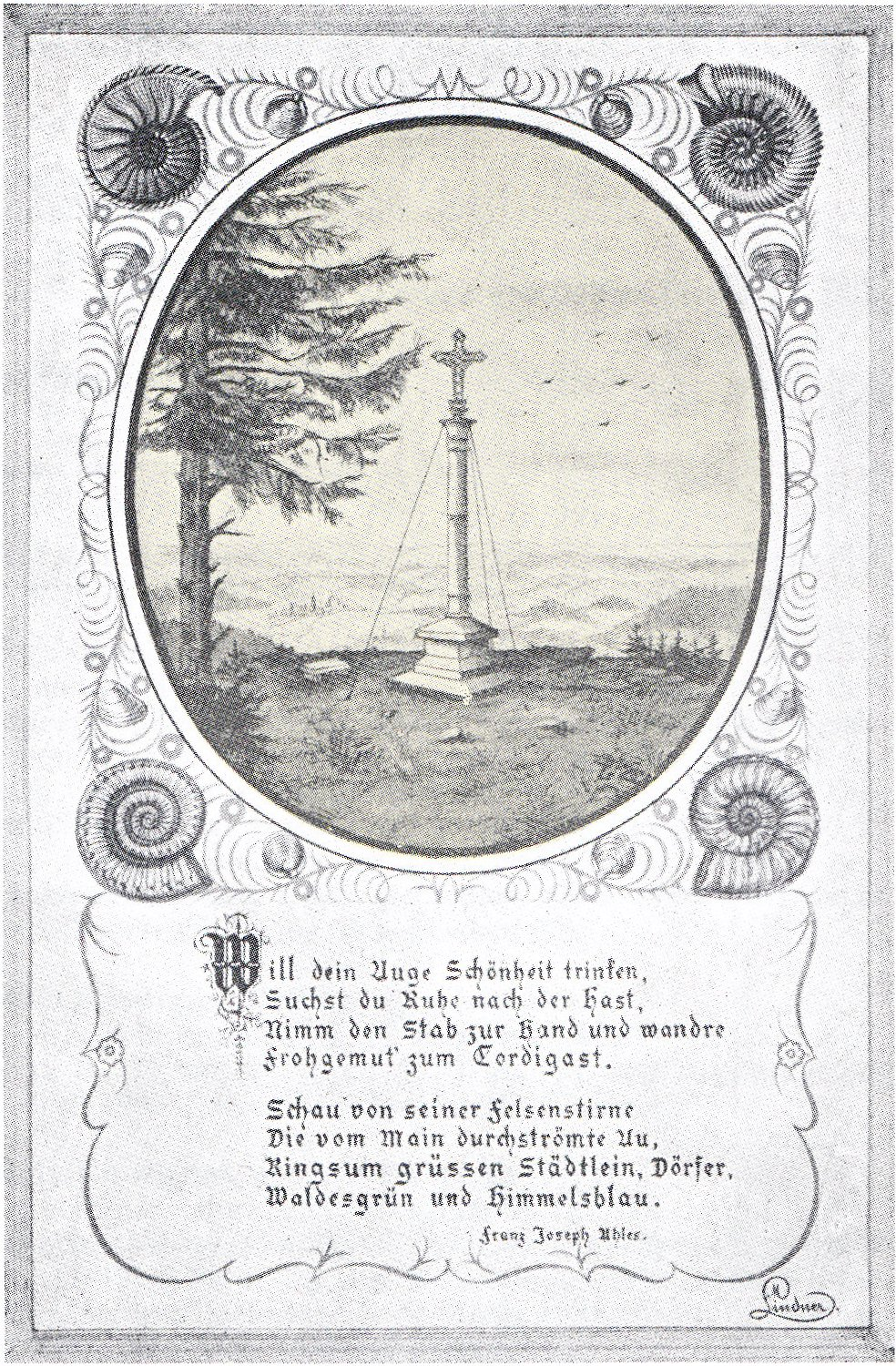
Das Alte Gipfelkreuz von 1850, um 1925

Nördlich des Großen Kordigast entspringt oberhalb der Ornatentonschicht, die den oberen Quellhorizont darstellt, unweit der Gaststätte Waldfrieden eine Quelle. Der kleine Bach fließt durch das kurze Rothental am Nordhang des Kordigast, das nach der vor 1113 gegründeten und bereits 1390 wieder abgegangenen Siedlung Rudental oder Rodental benannt ist. Er mündet östlich von Pfaffendorf in den Kapellenbach. Bei einem ebenerdigen Ansitz, genannt Burgstall Pfaffendorf, mit einer Ausdehnung von 10 × 15 Metern, östlich des Rothentals und nördlich des Großen Kordigast auf einem schmalen Bergsporn des Kordigast-Massivs könnte es sich um die Reste eines Turmhügels handeln, der offensichtlich nie fertiggestellt wurde. Gegen die nach Süden verlaufende Hochfläche ist ein bogenförmig verlaufender Graben gerichtet. Das Bayerische Landesamt für Denkmalpflege führt den Ansitz als Bodendenkmal.

#### Gipfelkreuz

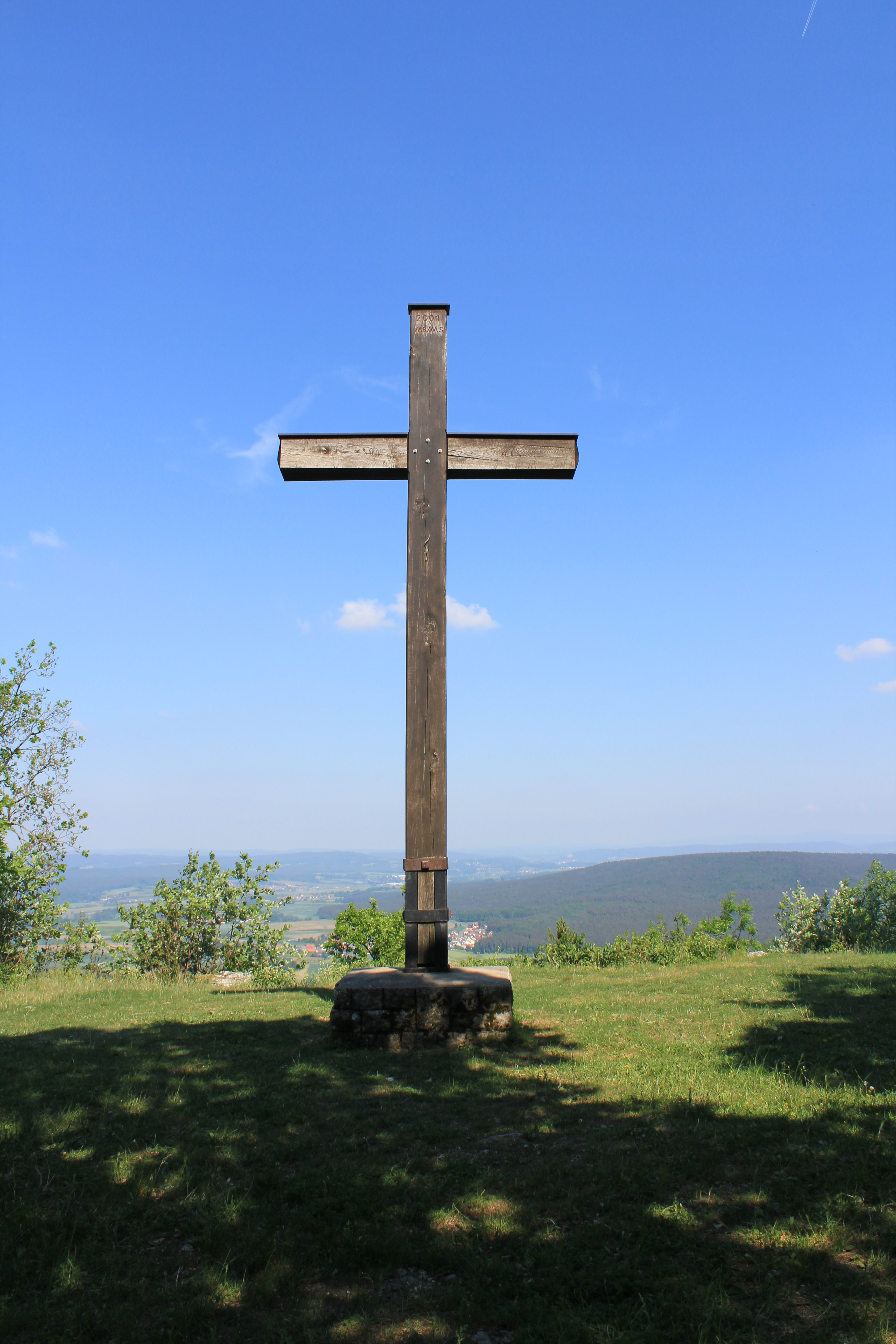
Das Gipfelkreuz am Großen Kordigast mit Blick ins Tal

Auf dem Plateau des Großen Kordigast steht ein über fünf Meter hohes Gipfelkreuz auf einem massiven Betonfundament. Um 1850 war an selber Stelle bereits ein kleines, eisernes, vergoldetes Kreuz auf einer von Spannstangen aus Eisen gehaltenen Steinsäule errichtet worden. 1955 musste es aufgrund starker Verwitterung durch das heutige Kreuz ersetzt werden.
In den 1990er Jahren begann die Tradition der evangelischen Kirchengemeinden von Strössendorf, Altenkunstadt und Burgkunstadt, an Christi Himmelfahrt vor dem Gipfelkreuz des Großen Kordigast gemeinsam Gottesdienst zu feiern. Dieser Feldgottesdienst wird alljährlich mit reger Teilnahme der Bevölkerung abgehalten. Die katholischen Pfarreien von Burgkunstadt, Altenkunstadt, Weismain und Stadelhofen führen jedes Jahr zu Pfingsten eine Sternwallfahrt zum Großen Kordigast durch.

### Kleiner Kordigast

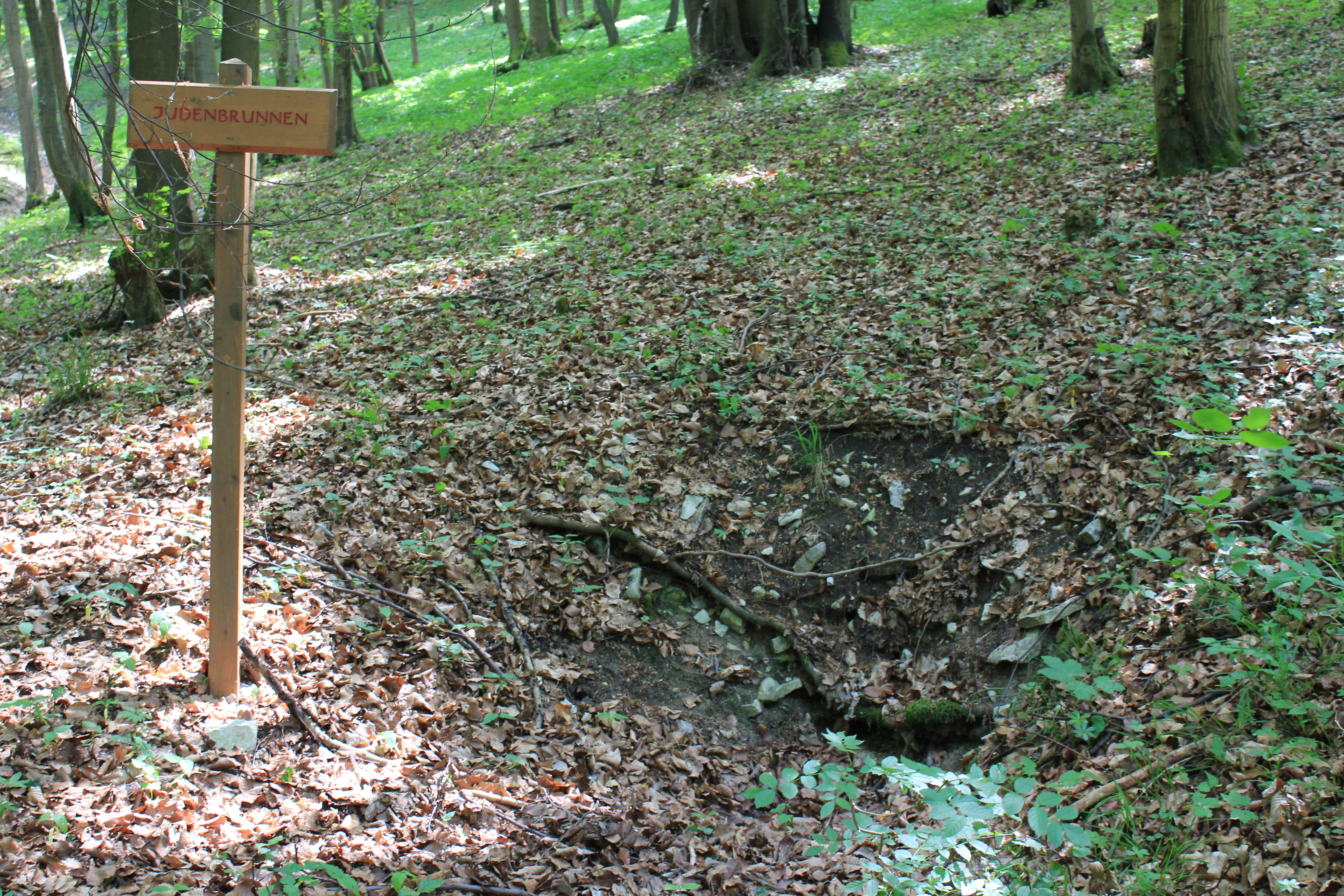
Judenbrunnen am Nordhang des Kordigast, eine kleine Quelle

Beim Kleinen Kordigast handelt es sich um einen zu beiden Seiten steil abfallenden Berggrat. Er hat eine Südwest-Nordost-Ausdehnung von etwa 560 Metern. Der höchste Punkt befindet sich mit 538,1 m ü. NN im nördlichen Bereich und wird amtlich als absolute Höhe des Kordigast angegeben. Zum südlichen Ende hin fällt der Grat leicht ab und steigt, bevor er weiter über die Flurgemarkung Grundhölzer nach Tauschendorf abfällt, noch einmal auf 534,6 m ü. NN an. An der Nordflanke befindet sich die kleine Höhle Fuchsloch, an der Südwestflanke die nur noch in Teilen erhaltene sagenumwobene Felsgruppe Steinerne Hochzeit. Die ursprünglich sieben figürlichen Felstürme sind seit Mitte des 20. Jahrhunderts nur noch fragmentarisch erhalten. Bei einem kleinen Erdbeben im Jahr 1963 stürzte der Hochzeits-Brotlaib, ein etwa 4 × 4 m großer rundlicher Felsen, ab. Die Felsformation Hochzeitsgast, eine etwa 7 m hohe Felsnadel, zerschlug bei ihrem Fall das Felsentor.
Der Gartenbauverein Burkheim führte im Oktober 1998 die bisher letzte Felsfreilegung am Kleinen Kordigast durch. Auch am Kleinen Kordigast gibt es eine kleine Quelle am unteren nördlichen Berghang; sie ist sehr wasseram. Wegen ihrer Lage an der Altstraße Judenstras erhielt sie den Namen Judenbrunnen. Sie diente den jüdischen Händlern bis Anfang des 19. Jahrhunderts auf dem Weg von Burgkunstadt nach Bamberg als Sammelplatz und den Tieren als Viehtränke.

### Einzelsiedlungen rund um die Gipfel

#### Berghaus
Das Gehöft Berghaus (mundartlich [ˈbęrχ.haųs], sprich: bärchhaus) ist ein alter Bauernhof am oberen Ende des Pfauengrunds, wenige hundert Meter südöstlich des Kleinen Kordigast. Er gehört seit der Verabschiedung der Zweiten Verfassung des Königreich Bayerns im Jahr 1818, nach der in Bayern Gemeinden gebildet wurden, zu Weismain. Am 1. Januar 2015 wurden dort fünf Bewohner verzeichnet.

#### Kordigast (Weismain) – Gastwirtschaft Steinerne Hochzeit

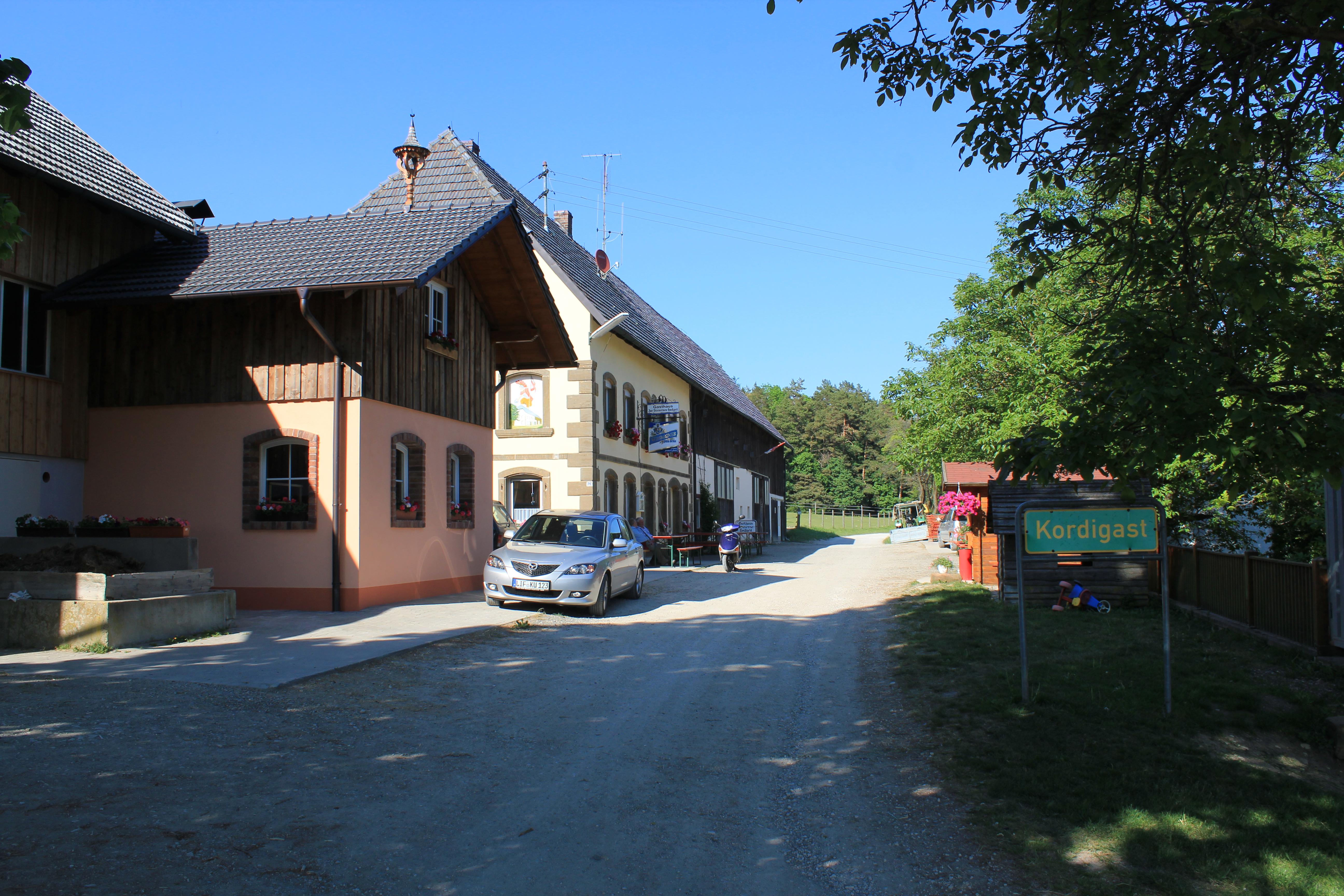
Der Weiler Kordigast (Weismain), besser bekannt als Gastwirtschaft Steinerne Hochzeit (Südwestansicht)

Der Bauernhof und Gasthof Steinerne Hochzeit direkt am südöstlichen Fuß des Kleinen Kordigast wurde 1870 von dem Woffendorfer Heinrich Baier als Berghof errichtet. Bis zur Gemeindegebietsreform im Jahr 1978 gehörte er zusammen mit dem Gasthof Waldfrieden als Ortsteil Kordigast zur Altgemeinde Pfaffendorf. Auf Betreiben des damaligen Wirts Friedrich Baier wurde der damals von acht Personen bewohnte Hof unter dem amtlichen Namen Kordigast (Weismain) nach Weismain und nicht, wie vorgesehen, nach Altenkunstadt eingemeindet. Der Grund war die Zugehörigkeit des Hofs zum Weismainer Pfarrsprengel. Am 1. Januar 2018 wohnten dort zwei Personen.

#### Kordigast (Altenkunstadt) – Gastwirtschaft Waldfrieden

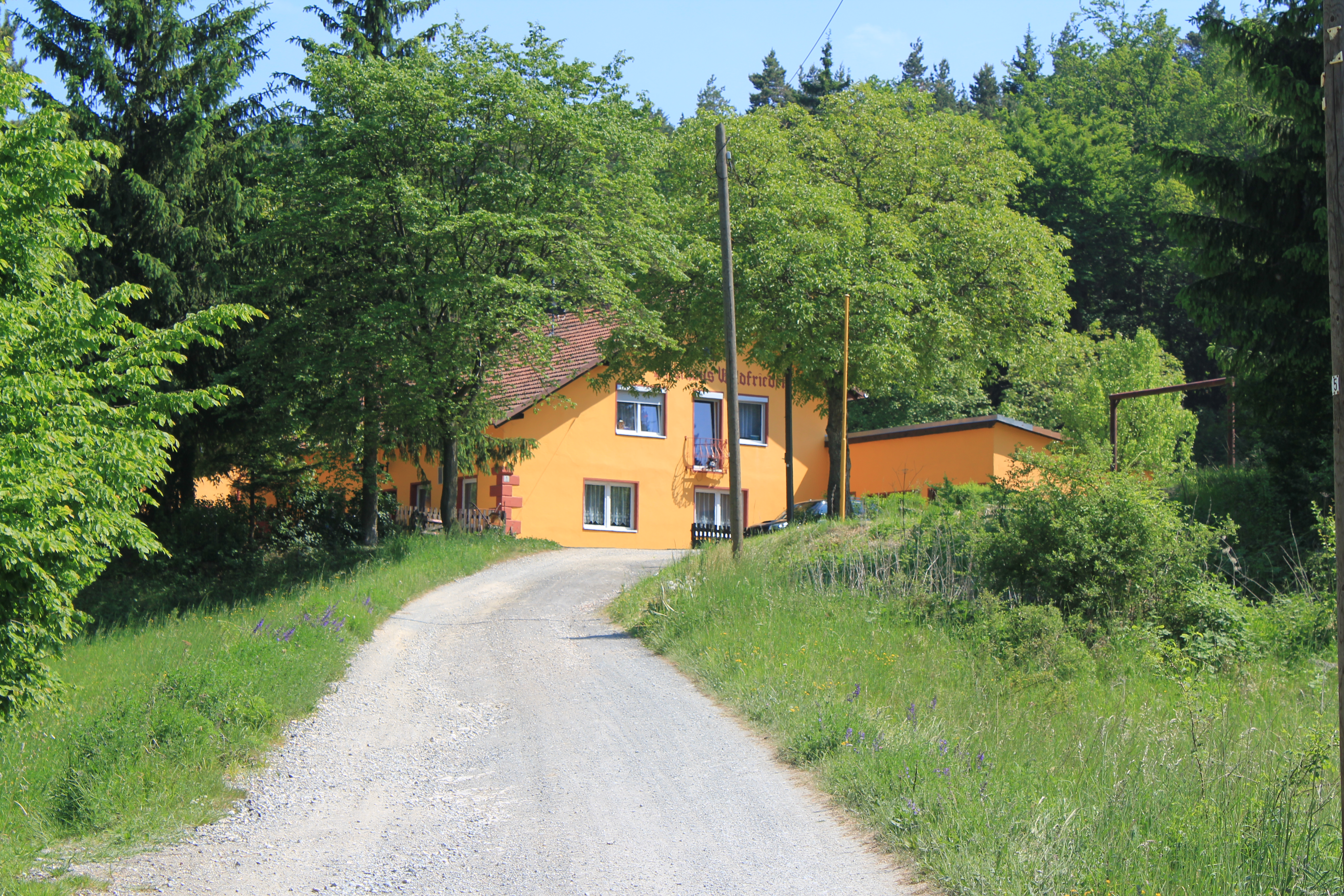
Die Gastwirtschaft Waldfrieden

Bis zur Gemeindegebietsreform gehörte der Gasthof Waldfrieden zusammen mit dem Gasthof Steinerne Hochzeit als Ortsteil Kordigast zur Altgemeinde Pfaffendorf. 1978 wurde der Gasthof Waldfrieden mit seinen damals sieben Bewohnern nach Altenkunstadt eingemeindet. Auch am 30. Juni 2013 gab es dort sieben katholische Bewohner.

#### Oberloch
Wie die beiden Gasthöfe gehörte die Einzelsiedlung Oberloch (mundartlich [ˈöbə.lǫχ], sprich: ööbeloch) von 1818 bis 1977 zur Altgemeinde Pfaffendorf. Seit 1978 gehört der Hof zur Stadt Weismain. Der Name lässt sich als oberer bzw. hinterer versteckter Wohnort deuten. Erwähnt wurde der Ort 1819 als Loch, 1827 als das hintere Loch und 1854 erstmals als Oberloch. Das Gehöft steht ebenso wie das Berghaus am oberen Ende des Pfauengrundes, jedoch näher an den beiden Kordigastgipfeln. Für den 1. Januar 2015 wurden vier Bewohner des Hofes gemeldet.

## Geologie

### Schwarzer Jura

Geologischer Aufbau des Kordigast und des benachbarten Kröttensteins (Nordwestansicht)

Die Talsohle und die untersten Hanglagen bestehen aus der Schwarzjura-δ-Formation. Sie hat im nördlichen Weismaintaltrichter eine Mächtigkeit von etwa 40 Metern und besteht aus einem dunkelgrauen karbonatischen Tonstein mit deutlich sichtbarem Schluffgehalt. Am besten zu erkennen ist sie auf wenigen Metern an der nordöstlichen Seite des Kordigast zwischen Bernreuth und Pfaffendorf. Der überwiegende Teil der Schicht liegt ebenso wie die darunter liegenden Ausprägungen des Schwarzjuras (α bis γ) unter der Erdoberfläche. Der 5 bis 6 Meter mächtige Schwarzjura ε bildet etwa 15 Meter über dem Talniveau eine deutliche Schichtstufe. Am besten ist diese in der Hanglage zwischen Bernreuth und Röhrig erkennbar. Die Formation besteht aus charakteristischem ölschieferhaltigem Gestein, mit einigen dazwischen eingelagerten Stinkkalkbänken. Der Schwarzjura ζ ist nicht eindeutig abgetrennt. Er besteht am Kordigast aus einer nur etwa 3 bis 4 Meter hohen Mergelschicht, die nahtlos vom Schwarzjura ε in den Braunjura übergeht.

### Brauner Jura

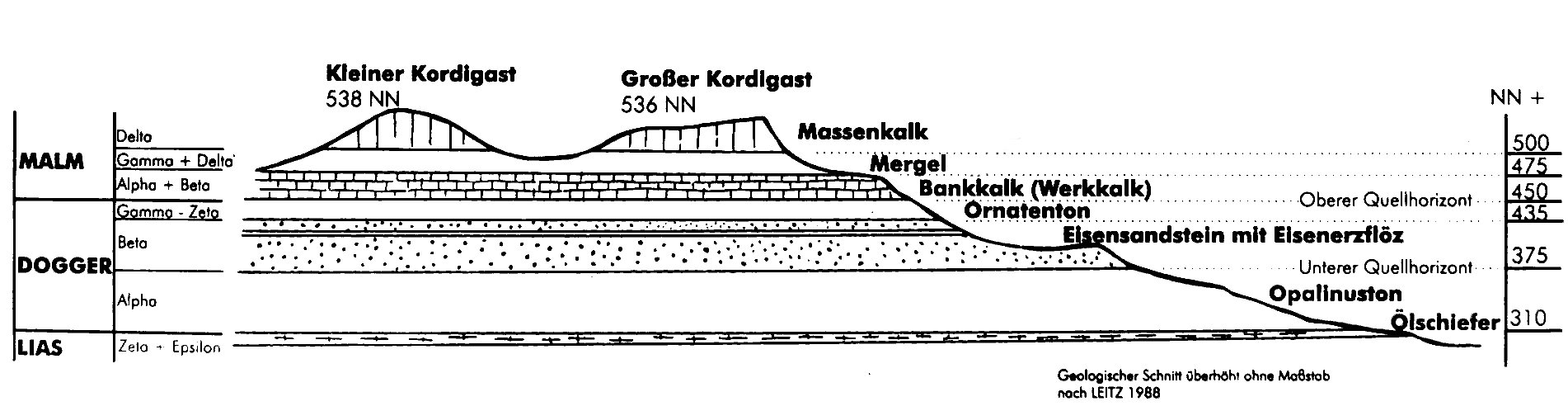
Geologischer Aufbau des Großen und Kleinen Kordigast (Südostansicht)

Die Braunjuragesteine nehmen am Kordigast die unteren und mittleren Hanglagen ab etwa 310 m ü. NN ein. Dem Namen entsprechend herrschen braune Gesteins- und Bodenfarben vor. Bis zu einer Höhe von rund 375 m ü. NN bestehen die sanft ansteigenden Talhänge aus Opalinuston, dem Braunjura α. Wie der Schwarzjura ζ ist er nur undeutlich nach unten und oben abgegrenzt, so dass seine Mächtigkeit nach dem Geologen Friedrich Leitz nur auf ungefähr 60 m geschätzt werden kann. Er besteht aus grauem, schwach karbonatischem Tonstein mit vielen Kalk- und Toneisenstein-Konkretionen. An der Oberfläche erhält das Gestein durch den Verwitterungsprozess der Oxidation des zweiwertigen zum dreiwertigen Eisen seine braune Farbe und wird zu mit Kalk- und Toneisenstein-Knollen durchsetztem Lehm. Nur selten ist er jedoch in dieser reinen Form zu sehen. Über weite Teile der Kordigasthänge ist er an der Oberfläche von Schutt des darüberliegenden Eisensandsteins bedeckt und bildet einen lehmig-sandigen Boden. Der Braunjura α ist bis auf den für den Opalinuston namensgebenden Ammoniten Leioceras opalinum in den unteren Metern fossilarm.
Der Braunjura β bildet eine Eisensandsteinstufe und reicht von etwa 375 bis auf 435 m ü. NN, nimmt also die mittlere Hanglage des Kordigast ein. Die Schicht hat einen bräunlich-gelben bis rostbraunen Farbton, der von den fein verteilten Limonit-Pigmenten herrührt. Sie gaben als wasserhaltiges Eisenerzgemisch dem Eisensandstein den Namen. Etwa 12–15 m unter der Oberkante des Braunjuras β weist diese Schicht einen etwa 0,5 bis 1 m mächtigen Eisenerzflöz mit einem Eisengehalt von rund 30 % auf. Abweichende Angaben des Erzgehaltes aus dem 19. Jahrhundert sind nicht repräsentativ, da sie auf den Messergebnissen von einzelnen auffälligen Erzbrocken beruhen. Der Eisen-Oberflöz am Kordigast besteht aus oolithischem Eisenerz, überwiegend aus Goethit-Kügelchen, die sich als flächenhafte Zusammenspülung auf dem einst feinstsandigen Meeresboden des Jurameers ablagerten. Vereinzelt kommen im Flöz auch Erzgerölle, Limonitschwarten und Muschelabdrücke vor.
Die oberen drei Braunjuraschichten γ, δ und ε bilden zusammen eine etwa 15 m dicke Ornatentonschicht 435 bis 450 m ü. NN. Sie setzt sich von der steilen Oberkante des Eisensandsteins und dem fast mauerartigen Beginn des Weißjuras als leicht ansteigende, 50–100 m breite terrassenartige Hangstufe ab. Aufgrund der fast vollständigen Bewaldung dieser Stufe tritt sie nicht mehr so deutlich hervor wie in den vergangenen Jahrhunderten, als dort meist Äcker und Wiesen waren. Der Ornatenton hat eine graue Farbe und enthält zahlreiche Kalksteinscherben aus dem darüberliegenden Gestein. Aufgrund der schlechten Aufschlussverhältnisse lässt sich nur gelegentlich eine Dreiteilung der Schicht erkennen. Die untere Gammaschicht, etwa zwei bis drei Meter dick, besteht aus kalkigen Sandsteinbänken und von Sandlinsen durchsetztem Ton. Die mittlere, zwei bis vier Meter mächtige Deltaschicht wird aus Eisenoolithkalken gebildet, bei denen es sich um verhältnismäßig harte, zähe Kalksteinkugeln mit brauner Rinde und bläulichem Kern handelt. Nach Frostsprengung sind sie meist nur noch als Scherben vorhanden. Die verbleibende, knapp zehn Meter dicke Braunjura-ε-Schicht tritt als hellgrauer, steifplastischer, kalkarmer Ton hervor. Im unverwitterten Zustand, unter der Erde, hat er eine halbfeste bis feste Konsistenz und ist lagenweise fossilreich.
In allen drei Schichten findet man besonders große Brauneisen-Ooide, die mit bloßem Auge erkennbar sind. Die jüngste Braunjuraschicht ζ wurde im ganzen Obermaingebiet nicht oder nur in verschwindend geringen Mengen abgelagert.

### Weißer Jura

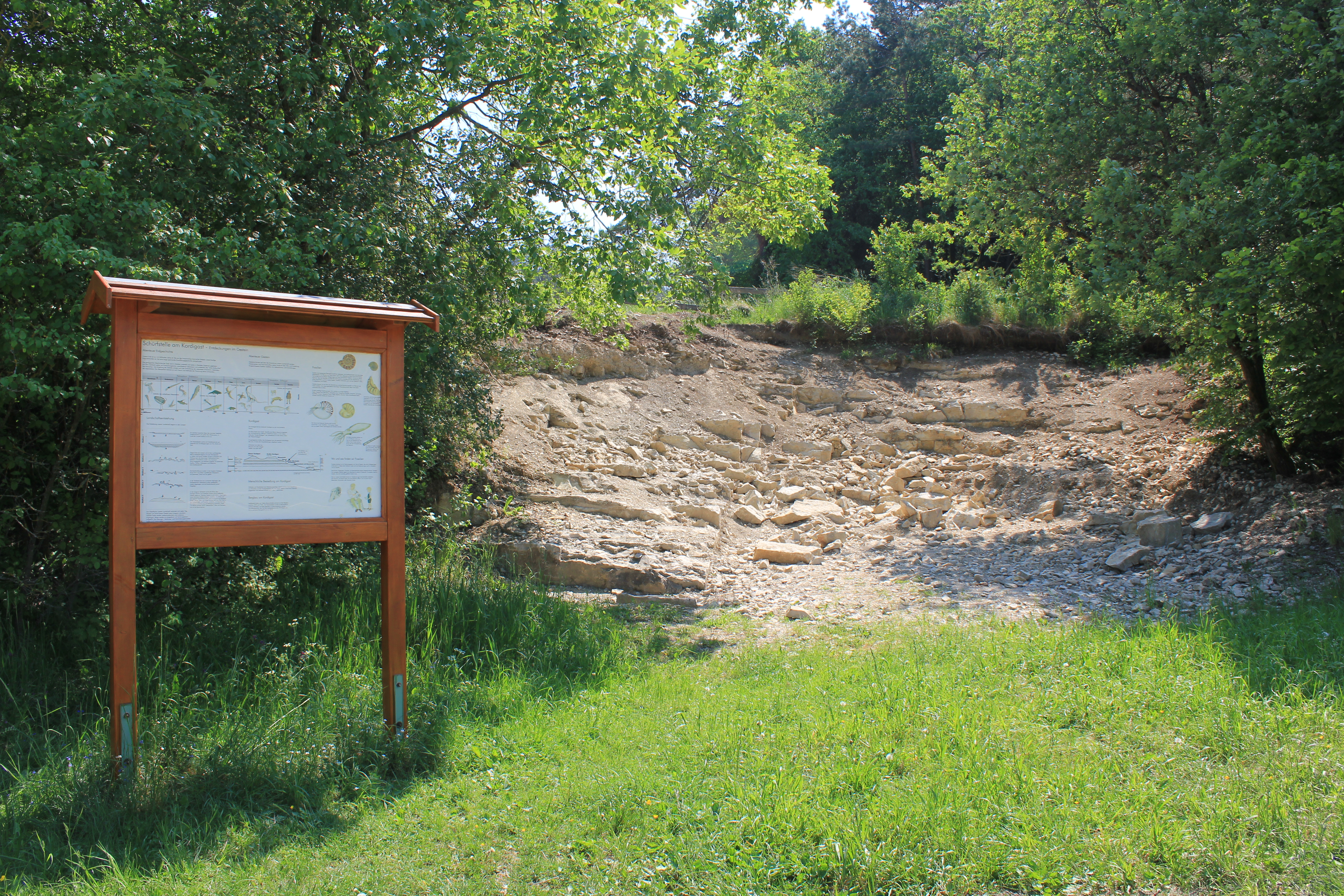
Frei zugängliche Schürfstelle zum Entdecken von Versteinerungen in der Bankkalkschicht am Wanderparkplatz unweit des Großen Kordigast

Den eigentlichen Berg stellen Riffe des Weißen Juras dar. Die untersten beiden Weißjurastufen α und β bilden am Kordigast und im gesamten Weismainer Raum ein einheitliches Stockwerk von gut 25 Metern. Dennoch bestehen sie aus unterschiedlichen Gesteinen. Die Alphaformation, die dort auch Unterer Mergelkalk genannt wird, besteht überwiegend aus Mergeln. Die Betaformation besteht aus feinstkörnigem, glattbrechendem Bankkalkstein. Sie ist reich an Versteinerungen wie Ammoniten, Belemniten, dünnschaligen Muscheln und Calcit-Kristallen, die in Hohlräumen entstehen. Die für die Schicht gebräuchliche Bezeichnung Werkkalk ist im Obermaingebiet jedoch irreführend, da die dortigen Bankkalksteine nicht frostbeständig und daher als Werkstoff nicht geeignet sind. Am Kordigast befinden sich die Alpha- und Betastufe in einer Höhe von 450 bis 475 m ü. NN. An den Grenzen der Schicht tritt zudem das Eisenschichtsilikat Glaukonit auf.
Oberhalb der bereits abflachenden, aber gut abtrennbaren Betastufe beginnt ab 475 m ü. NN die 25–35 m starke Schicht Weißjura γ, auch als Oberer Mergelkalk bekannt. Diese tonhaltige Mergelschicht steigt sanft bis mäßig an und dient in der Gegend südöstlich der beiden Kordigastgipfel oberhalb der beiden Einzelsiedlungen Berghaus und Oberloch als landwirtschaftliche Nutzfläche. Vereinzelt gibt es in der Formation größere Kalkbänke oder knollige Kalklagen. Ab etwa 500 m ü. NN beginnt die Massenkalkformation des Weißjuras d, die die beiden Teilgipfel des Kordigast bildet. Sie enthält ebenso wie die darunterliegenden Weißjuraschichten zahlreiche Fossilien wie verkieselte Schwämme, Trochitenschuttkalk und Muscheln.

## Flora

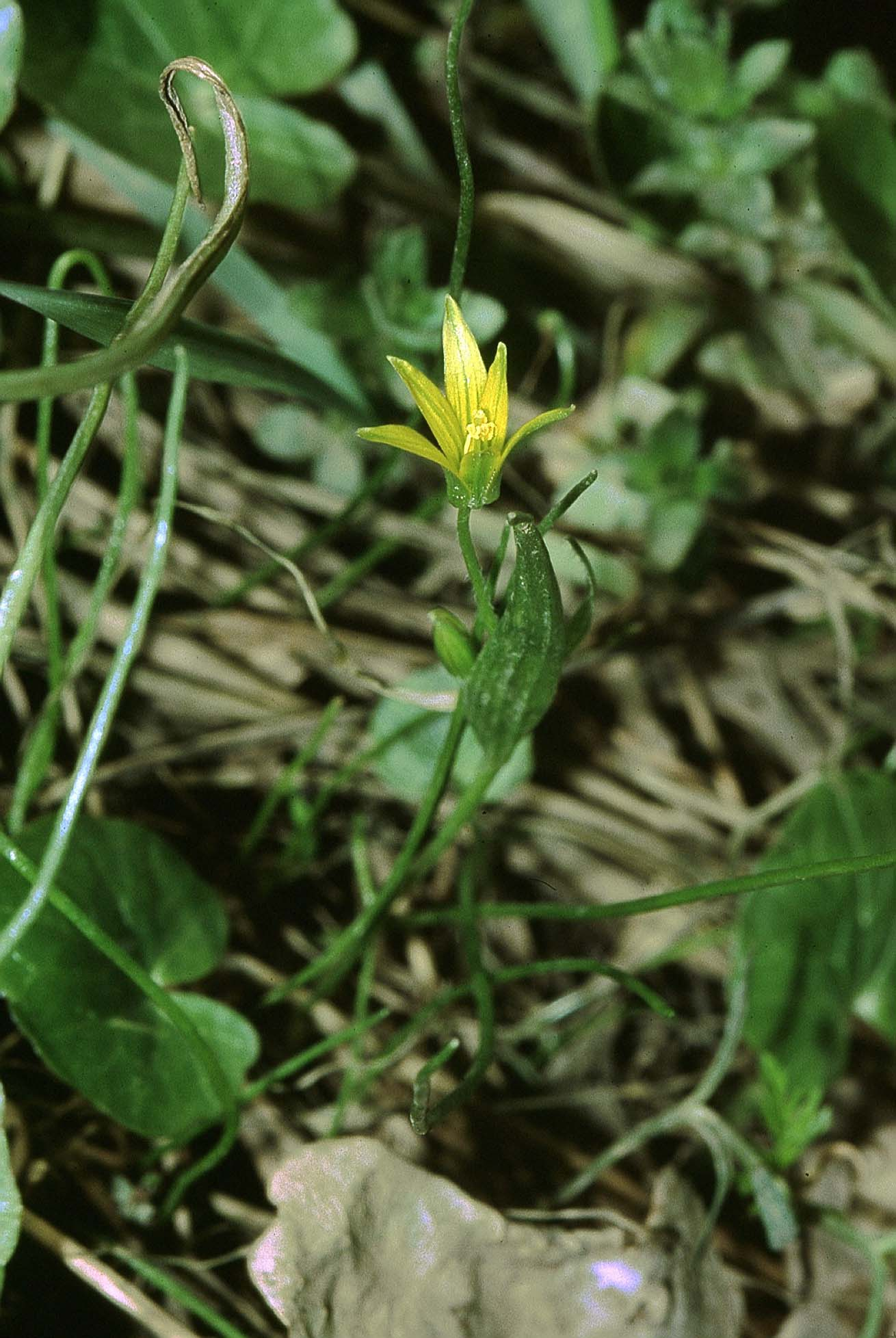
Der Kleine Goldstern, am Fuße des Kordigast heimisch und in ganz Mitteleuropa ein sehr seltenes Liliengewächs
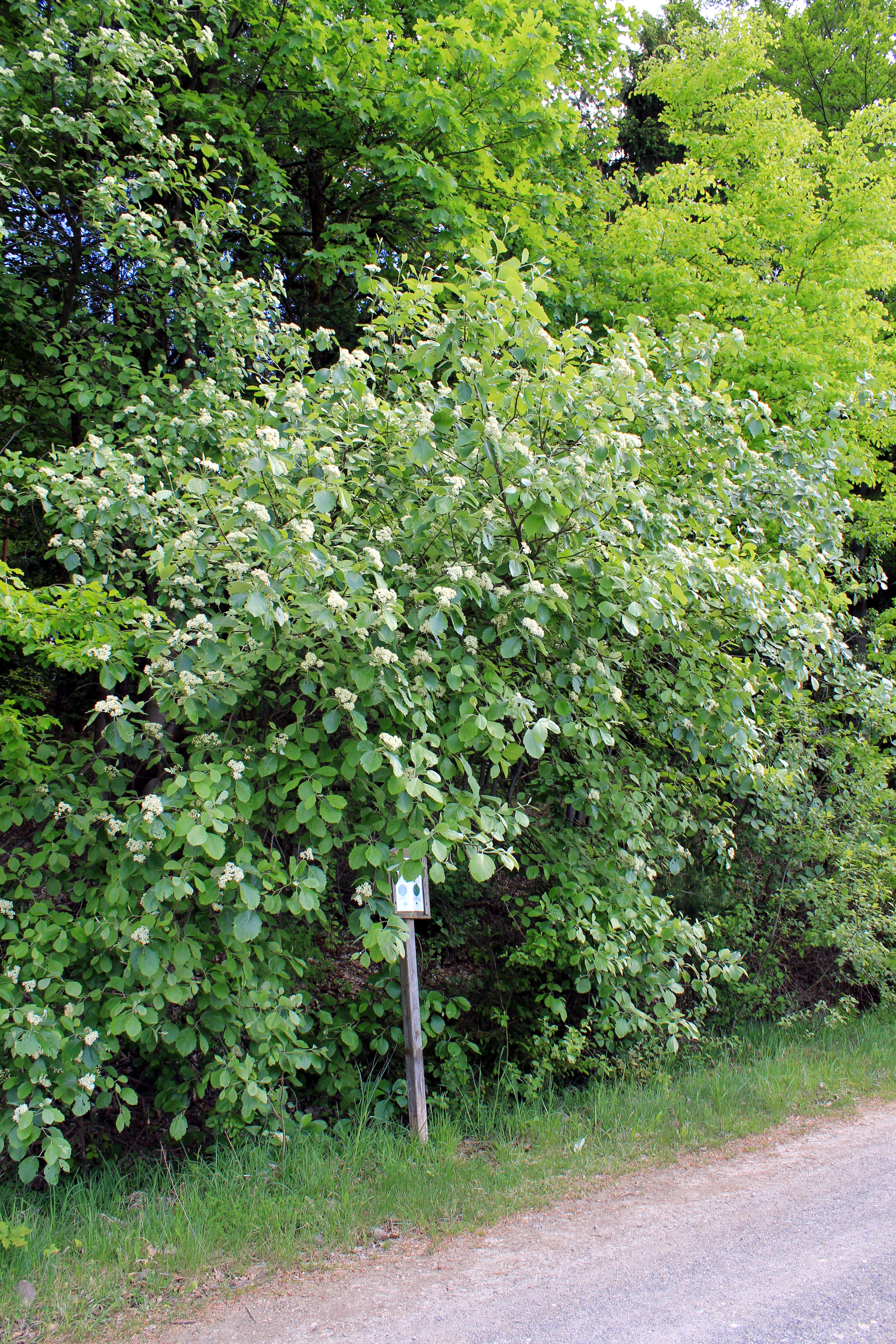
Ein Exemplar der Kordigast-Mehlbeere westlich des Großen Kordigast
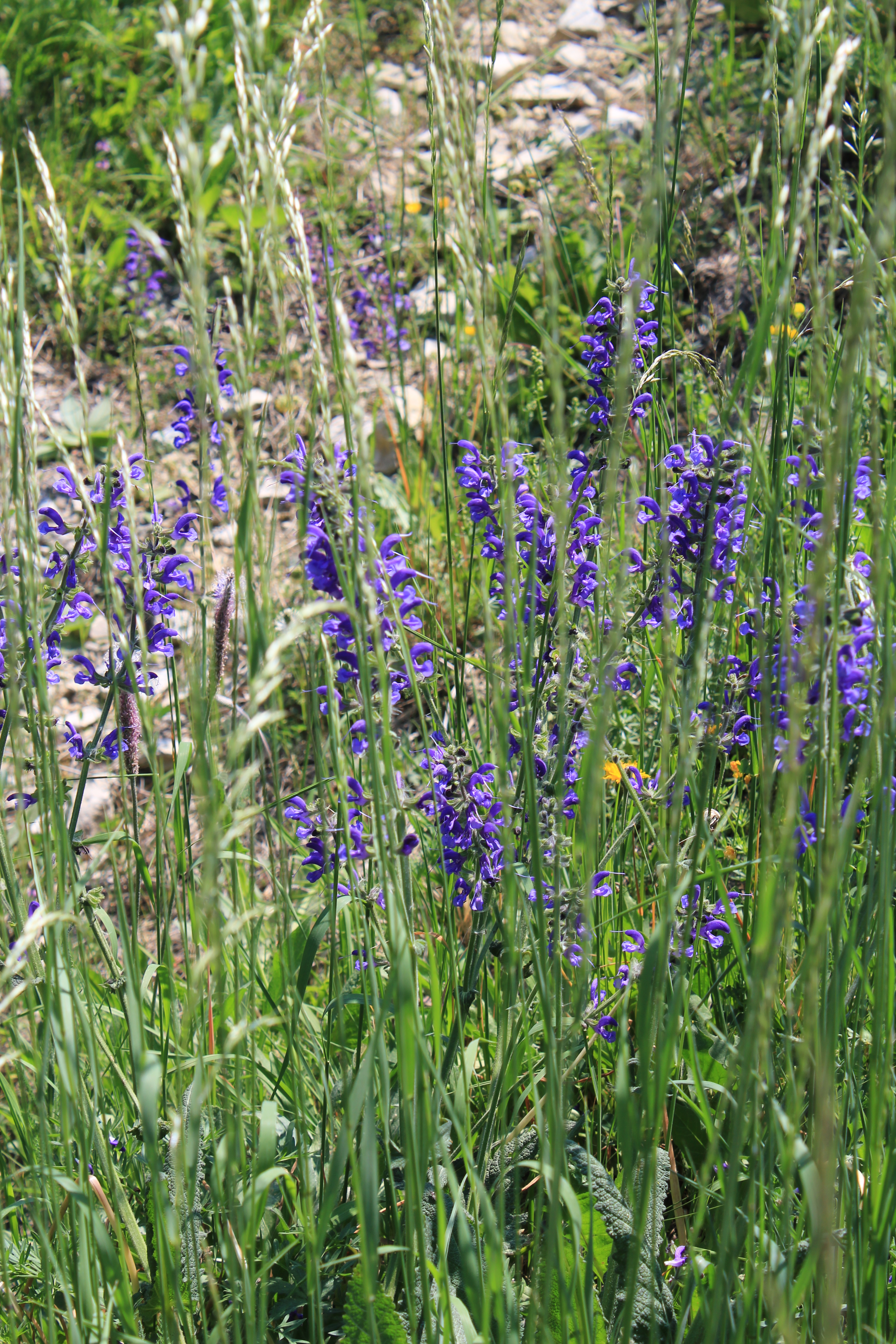
Wiesensalbei am Kordigast

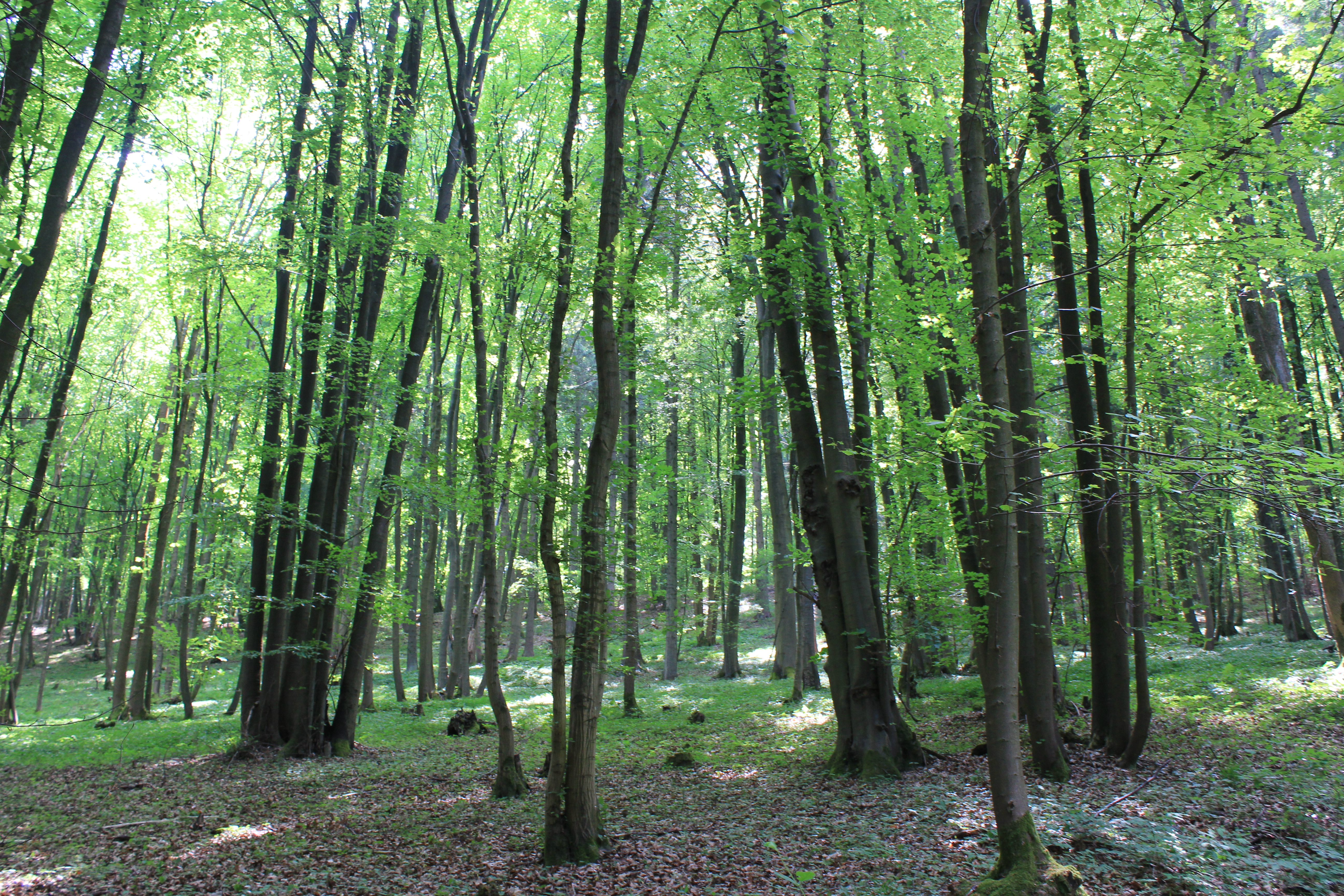
Buchenwald am Nordhang des Kordigast

Der Kordigast hat durch seine unterschiedlich strukturierten Bodenschichten von den Talgründen im Norden und Osten bis zu den Gipfeln und durch landwirtschaftliche Bewirtschaftung eine sehr vielseitige Vegetation mit einigen Seltenheiten hervorgebracht. Geologie und Flora stehen in engem Bezug zueinander.
Die ersten ausführlichen und wissenschaftlichen Ansprüchen gerechtwerdenden botanischen Studien und Aufzeichnungen über den Kordigast und die angrenzenden Berghänge wurden im ausgehenden 19. Jahrhundert und um die Wende vom 19. zum 20. Jahrhundert gemacht. Zusammengetragen und 1907 veröffentlicht wurden sie von Kurt Harz in seinem Band Flora der Gefäßpflanzen von Kulmbach und den angrenzenden Gebietsteilen des Fichtelgebirges, Frankenwaldes und Frankenjuras. In dem Buch sind zahlreiche Entdeckungen des damaligen Weismainer Amtstierarztes und Hobbybotanikers Alfred Ade auf dem Kordigast, dem Kröttenstein, im Pfauengrund, auf dem Külmitz und bei Bernreuth  enthalten. Er führte mehrere Pflanzenarten auf, deren Existenz auf dem Kordigastgebiet inzwischen als unbekannt bzw. nicht mehr gesichert gilt. Dazu gehören Arnika, Langblättriges Hasenohr, Acker-Ringelblume, Runder Lauch, Acker-Meier und Gelber Günsel. In der Flora der Gefäßpflanzen von Bamberg listete Harz 1914 die weiteren Arten Weißer Ackerkohl, Bärlauch, Moor-Klee und Kassuben-Wicke. Deren Vorkommen ist auf dem Berg gegenwärtig nicht ausgeschlossen, da beispielsweise der Ackerkohl in den Sommern 1997 und 1998 an einem Acker zwischen der Gastwirtschaft Waldfrieden und dem Plateau des Großen Kordigast gefunden wurde. Insgesamt sind in den beiden Bänden von Harz 221 Gewächsarten der Kordigastumgebung aufgeführt. Bis in die 1960er Jahre gab es auch zwischen den beiden Kordigastgipfeln im Frühsommer blühende Orchideenbestände und mehrere reiche Bestände im Herbst blühender Enzianarten. Durch die zunehmende Bewaldung in diesem Gebiet und den damit einhergehenden größeren Schattenfall gingen diese sonnenliebenden Pflanzen jedoch ein.
Die beiden folgenden Abschnitte stellen gesicherte aktuelle botanische Forschungsergebnisse dar.

### Talgrund bis zu den Waldrändern
Vom Kapellenbach am Talgrund im Norden bis zu den Waldrändern an der Nordflanke des Kordigast ist die Vegetation charakteristisch für den opalinustonhaltigen Boden. Direkt am Bach wachsen die Baumweidenarten Silber- und Silberbruchweide. An den Wiesen- und Feldrändern gibt es größere Straucharten wie die Gewöhnliche Traubenkirsche und den Gemeinen Schneeball. Im Frühjahr wächst an feuchten Stellen wie unter Bäumen, gelegentlich auch teppichartig, das unscheinbar wirkende Moschuskraut und an den Gebüsch- und Waldrändern der Wald-Goldstern und die Türkenbundlilie. Eine botanische Seltenheit ist der Kleine Goldstern, der Ende der 1990er Jahre unter einer Gruppe alter Linden am südlichen Ortsrand von Tauschendorf entdeckt wurde und bis dahin in ganz Oberfranken nur im Bamberger Luisenhain bekannt war.

### Wälder und Gipfelbereiche
In den Bereichen auf und um die beiden Berggipfel ist die Pflanzenwelt von trockenen, kalkhaltigen Böden geprägt. Nach dem Botaniker Norbert Meyer handelt es sich um Rohböden, Proto- und Mullrendzinen und Braunerde-Pararendzinen. Vor allem in der Kalkfelsrippe des Kleinen Kordigast, dem dortigen Wald und an dessen Rand wachsen Arten wie das Leberblümchen, das Kalk-Blaugras, die Finger- und die Berg-Segge sowie der seltene und sehr giftige Gelbe Eisenhut. In den Fels- und Gipfelbereichen gibt es auch den Schwalbenwurz. An den Waldrändern tritt verstärkt der Wollige und der Gewöhnliche Schneeball auf, dessen farbintensive Beerenstände im Herbst gut zu erkennen sind. Unweit des Gasthofs Waldfrieden gedeihen am Wegrand Waldanemonen, Wiesensalbei und Gemeine Akelei sowie auf einer kleinen Wacholderheide am Kleinen Kordigast Katzenpfötchen. Größere heimische Straucharten sind neben den beiden Schneeball-Arten die Fränkische Mehlbeere und die endemische, nach dem Berg benannte und nur in einem kleinen Umkreis vorkommende Kordigast-Mehlbeere.
Die Waldstücke bestehen überwiegend aus Misch- und Laubwäldern mit Waldkiefern, Fichten sowie Rot- und Hainbuchen. In den niederen Hanglagen gibt es auch reine Nadelwälder. Die meisten dieser Waldstücke gingen aus Niederwäldern oder aus Erstaufforstungen im letzten Jahrhundert hervor und sind sowohl in der Baum- als auch in der Strauchschicht sehr artenreich.

## Siedlungs- und Nutzungsgeschichte

### Vor- und frühgeschichtliche Besiedelung
Auf dem Großen Kordigast gibt es Spuren menschlicher Besiedelung aus vorchristlicher Zeit. Die ältesten Funde aus dem Sattel zwischen beiden Gipfeln stammen aus der Mittelsteinzeit (ca. 10.000 – 5.000 v. Chr.).
Aus der Frühlatènezeit (ca. 450 bis 250 v. Chr.) liegen Keramikfunde vor. In die gleiche Zeit oder die späte Hallstattzeit (ca. 620 und 450 v. Chr.) gehören auch Fundamentreste einer Befestigung, die als Ringwall die gesamte Hochfläche des großen Kordigast und damit etwa 7,5 ha umschloss. Der obertägig sichtbare Wallversturz legt eine innen und außen mit Trockensteinmauerwerk verblendete Pfostenschlitzmauer vom Typ Altkönig-Preist mit einem Kern aus Bruchsteinen nahe. Schätzungen für die Breite des Walls belaufen sich 5, für die äußere Höhe auf rund 1,4 Meter. Ein Abschnittswall mit einem von Nord-Süd nach Nordwest-Südost abbiegenden Verlauf teilt die Innenfläche des Ringwalls in zwei Hälften. Der Hauptteil der Befestigung lag vermutlich am östlichen Ende des Plateaus, da dieses dort steiler abfällt als im Westen und der Abschnittswall nach Südosten abbiegt. Ein Tor konnte bisher nicht nachgewiesen werden. Bei Befestigungen der gleichen Zeitstellung, etwa der Ehrenbürg, liegt der Zugang im Sattelbereich des Plateaus.
Nur etwa 25 Meter westlich der Nordwestecke des Ringwalls ist ein noch ca. 20 Meter durchmessender Grabhügel erkennbar, der möglicherweise eisenzeitlich ist. Am östlichen Aufgang zum Kamm des Kleinen Kordigast liegt ca. 60 m westlich des Satteleinschnittes auf der Nordseite des Fußweges ein kleines Grabhügelfeld unbekannter Zeitstellung im Wald.
Zur Zeit der eisenzeitlichen Besiedlung existierte auch auf dem Staffelberg eine befestigte Siedlung, zu der Sichtkontakt bestand. Es waren vermutlich Mittelpunktssiedlungen für Kleinregionen mit nur etwa fünf bis zehn Kilometern Umfeld.

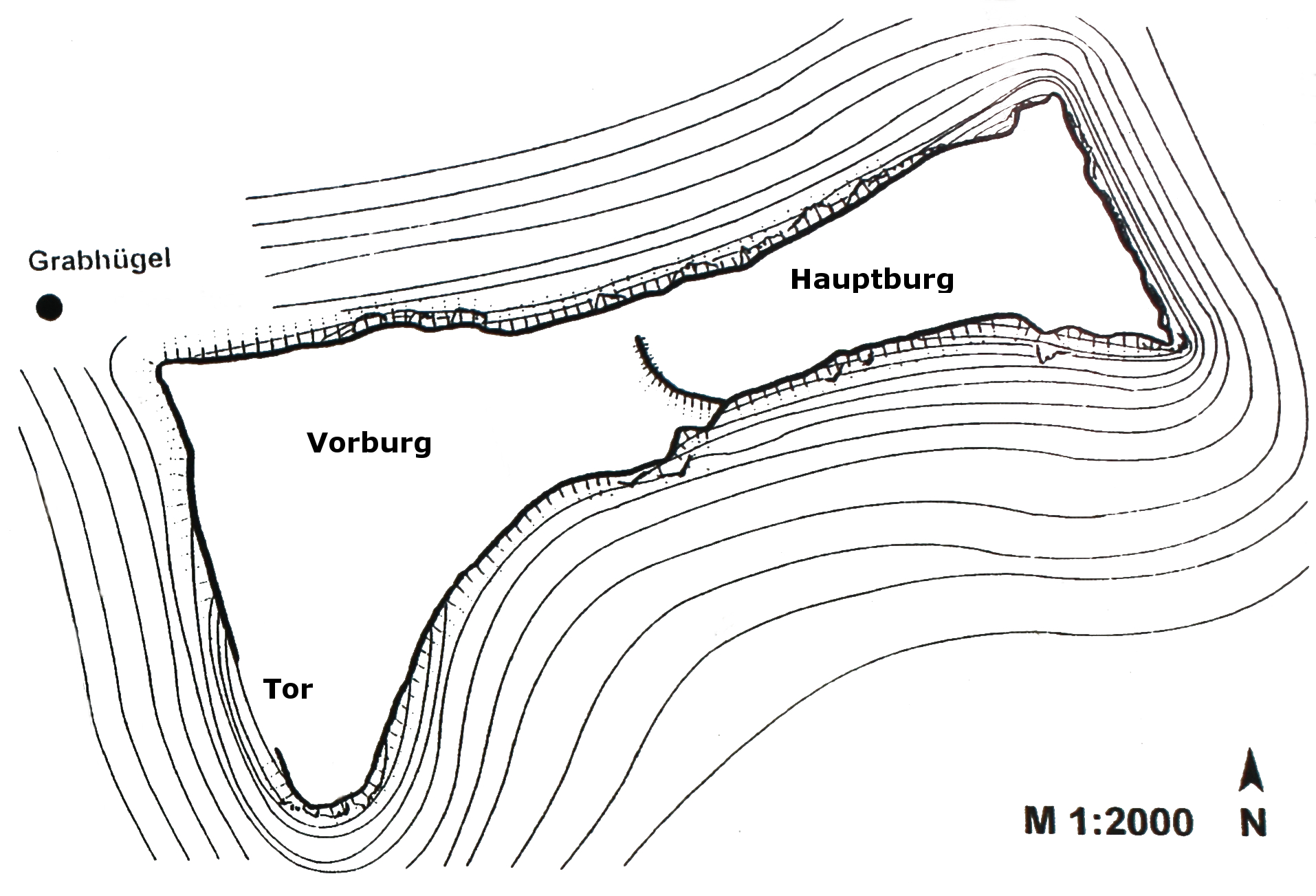
Schematischer Plan der vorgeschichtlichen Wälle auf dem Plateau des großen Kordigast und des vorgelagerten Grabhügels
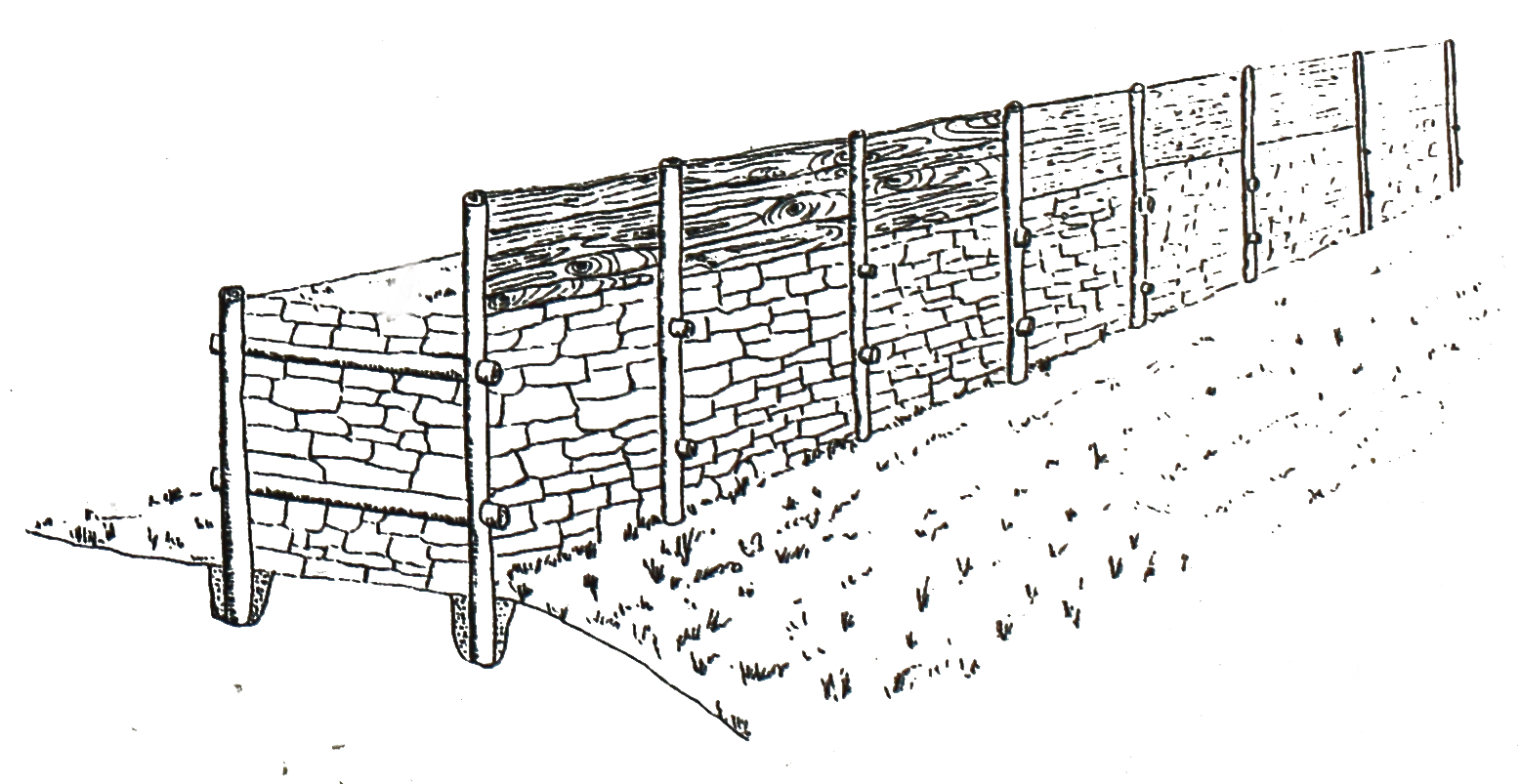
Schematische Darstellung einer früheisenzeitlichen Pfostenschlitzmauer vom Typ Altkönig-Preist; so könnte die Befestigung auf dem großen Kordigast ausgesehen haben (einzige Abweichung: Mauerbreite in der Skizze nur 2,5 m)
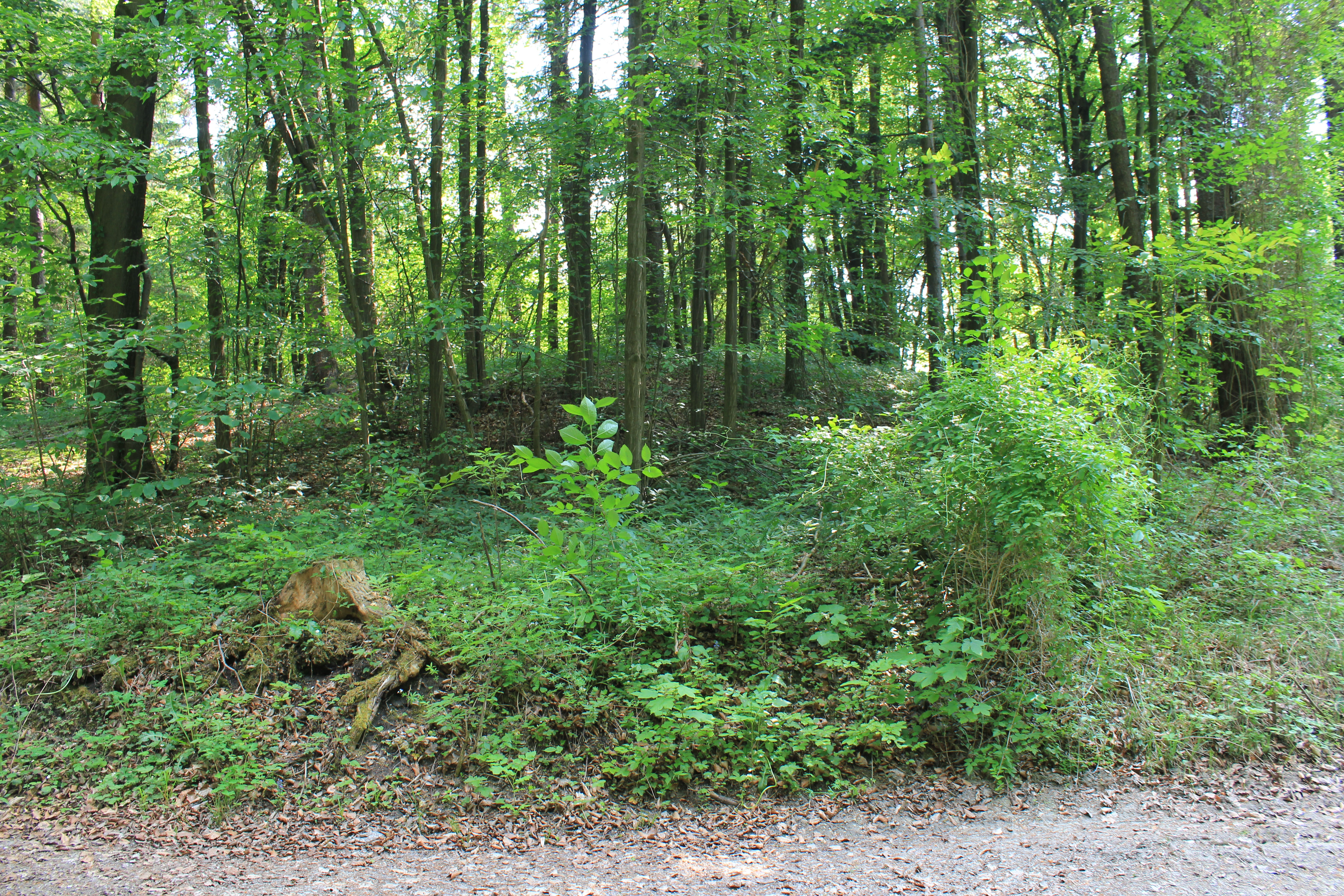
Das Hügelgrab nordwestlich des Ringwalls auf dem Großen Kordigast (Frühjahr 2012)

### Mittelalter und Frühe Neuzeit

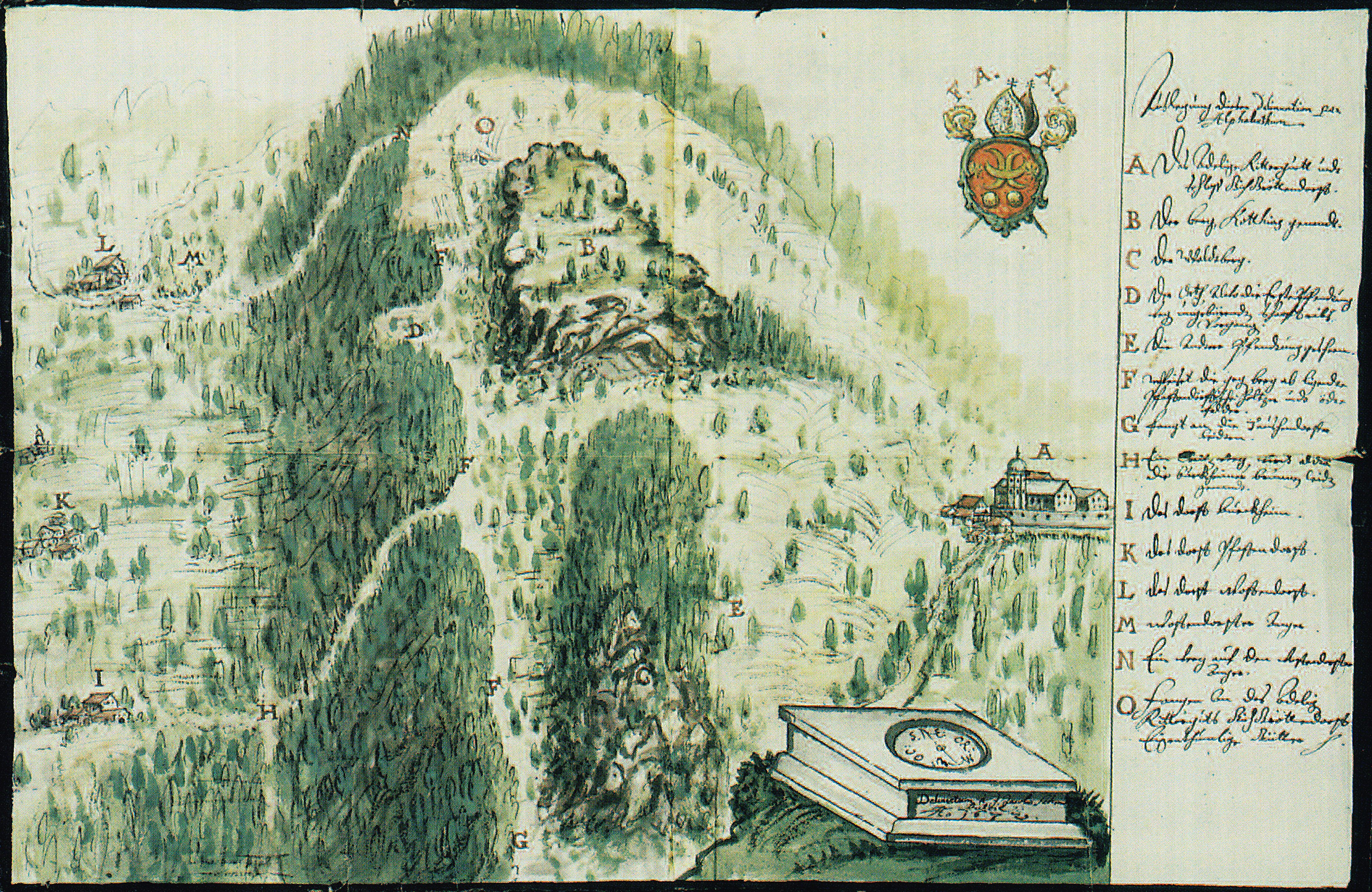
Älteste bekannte Karte des Kordigast. Erstellt 1672 anlässlich eines strittigen Schaftriebes bei Giechkröttendorf.

Seit der Ersterwähnung des Berges im Jahr 1376 gehörte der Kordigast allein dem Zisterzienserkloster Langheim, Landesherren waren die Bischöfe von Bamberg. Im Mittelalter war der Kordigast wesentlich stärker gerodet als heute, lange Zeit auch gänzlich waldfrei. Es wurde viel Land- und Weidewirtschaft betrieben und Platz für die zahlreichen Einzelhöfe und die einzige größere Siedlung Rudental benötigt. Der Hof, zu dem die Gastwirtschaft Waldfrieden gehört, wurde erstmals 1419 bezeugt.
1672 kam es zu einer Auseinandersetzung zwischen dem Kloster Langheim, das seit 1618 im Besitz des Schlossguts Giechkröttendorf war, und den Dorfgemeinden Pfaffendorf und Burkheim wegen des Schaftriebs in den Fluren um den Kordigast. Nach dem klösterlichen Verwalter hatte das Kloster Weiderechte bis hin zu den nördlichen Ausläufern des Kordigast. Pfaffendorf und Burkheim beanspruchten hingegen Weiderechte bis in die Fluren von Giechkröttendorf. In Selbstjustiz beschlagnahmte der Gutsverwalter die Schafherde des Pfaffendorfer Schäfers, die sich auf dem vermeintlich klösterlichen Weidegrund aufhielt. Der Langheimer Abt Alberich Semmelmann ließ vom Lichtenfelser Maler und Kartografen Johann Jakob Schmidt eine Karte des umstrittenen Gebiets anfertigen, um die Streitigkeiten durch genaue Festlegung der Grenzen zu beseitigen. Sie gilt als die älteste bekannte Karte, die den Kordigast und seine Umgebung zeigt und befindet sich im Staatsarchiv Bamberg.

### 19. und 20. Jahrhundert bis Heute

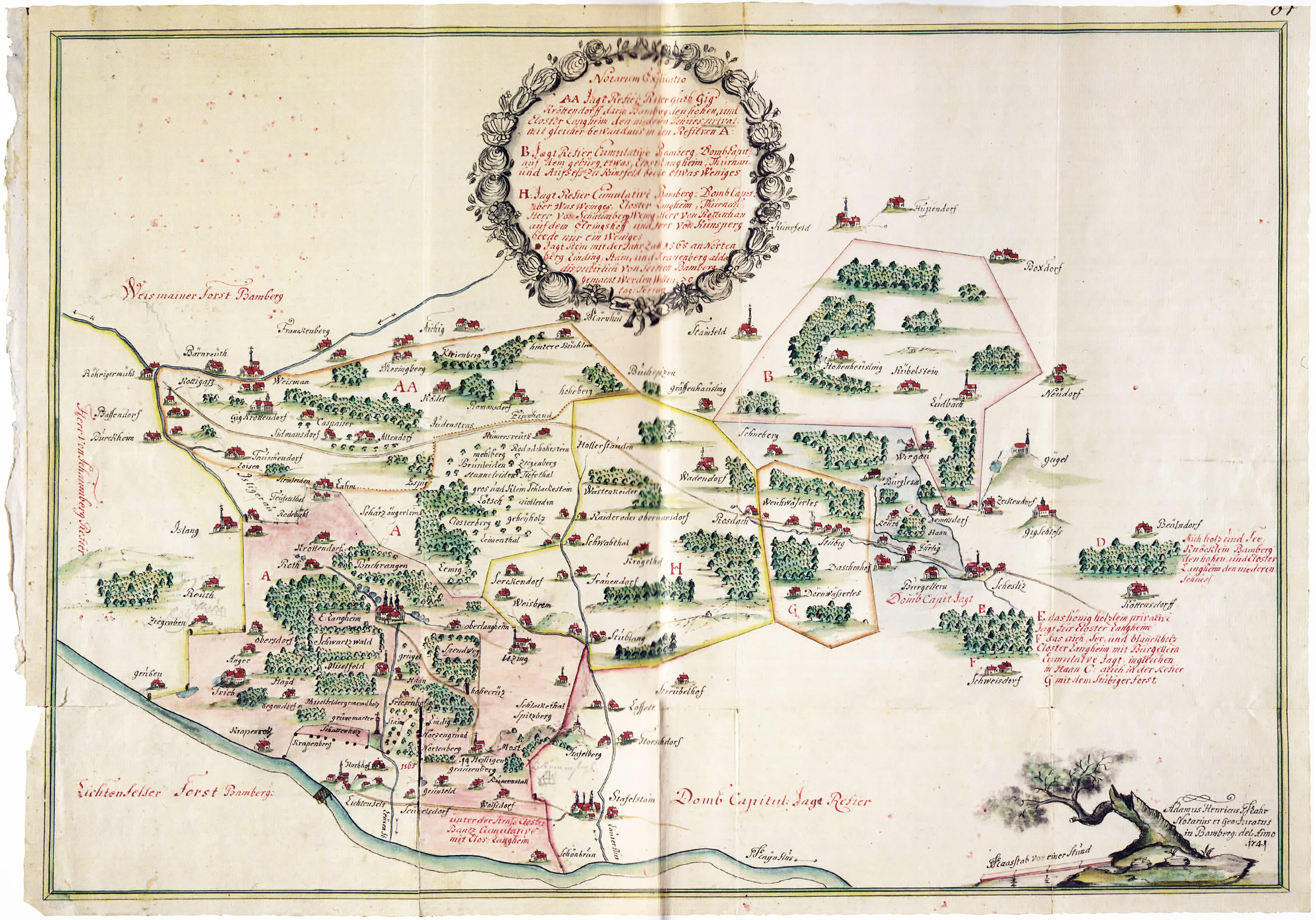
Die „Judenstras“ (Bildmitte) von Altenkunstadt/Röhrig über den Kordigast und weiter nach Scheßlitz.

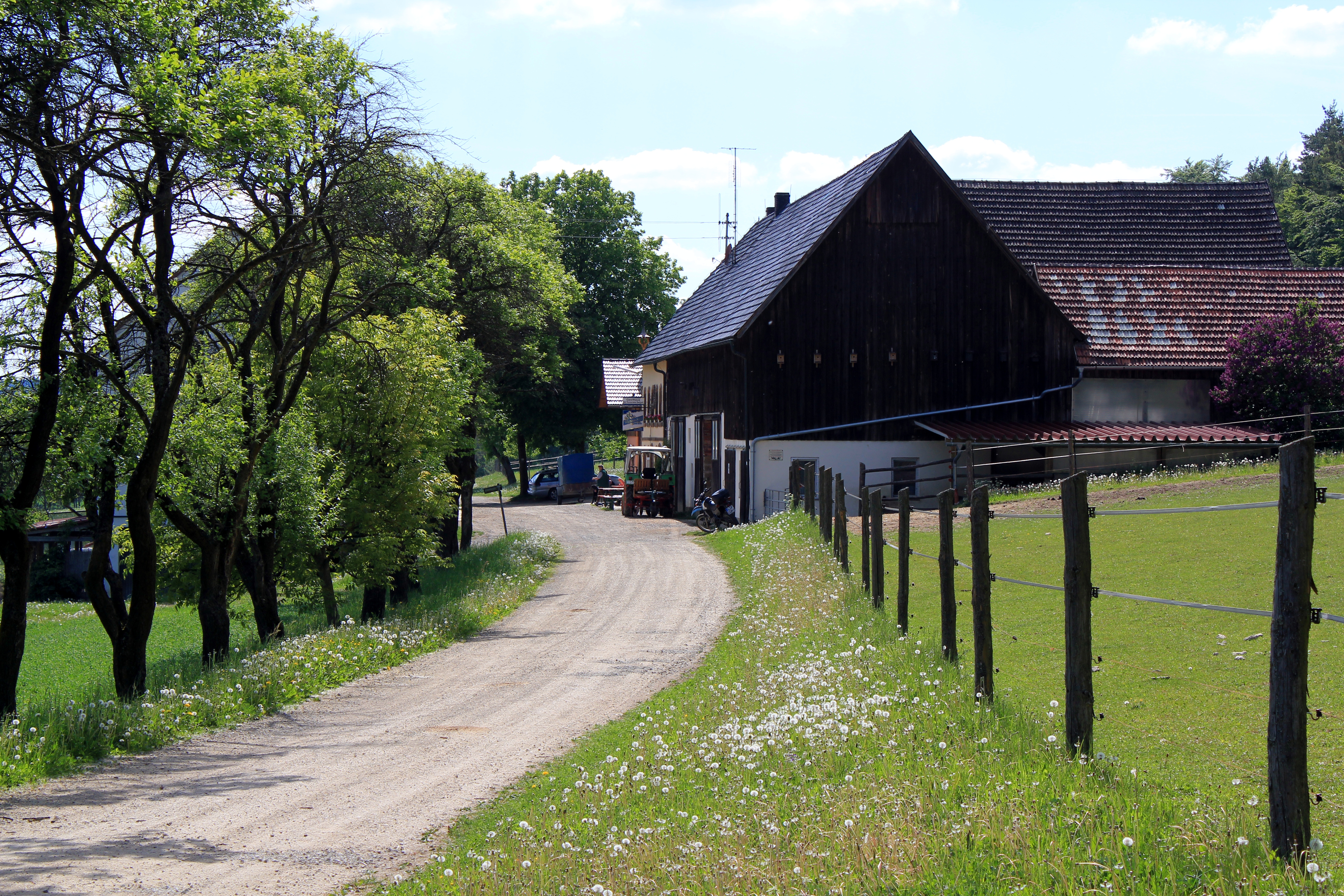
Der 1870 errichtete Berghof mit dem Gasthaus Steinerne Hochzeit

Aufgrund des Reichsdeputationshauptschlusses kam das Hochstift Bamberg 1803 zum damaligen Kurfürstentum Bayern, so dass der Kordigast, der als Teil der Gemeinde Pfaffendorf dem Klosteramt Langheim unterstand, in staatlichen Besitz überging.
Bis zum Anschluss Burgkunstadts an das Eisenbahnnetz im Jahr 1846 führte über den Kordigast ein vielgenutzter jüdischer Handelsweg, die sogenannte Judenstras. Sie verband Altenkunstadt mit Scheßlitz und Bamberg und wurde vor allem von den jüdischen Viehzüchtern und -treibern Altenkunstadts genutzt, um die Tiere auf den größeren Viehmärkten in und um Bamberg zu verkaufen. Sie führt an rund 50 Ortschaften vorbei, ohne dabei eine der Ansiedlungen direkt zu durchqueren, da für das Passieren von Ortschaften sowohl für die Händler als auch für das Vieh Zoll bezahlt werden musste. Die Judenstras verband Altenkunstadt mit Bamberg relativ geradlinig und war daher wesentlich kürzer als die Strecke im Tal durch die Ortschaften. Die Route war bereits ein in vorchristlicher Zeit bekannter Höhenweg, was Einzelfunde und Hügelgräber entlang der Strecke belegen.
Ab Mitte des 19. Jahrhunderts wurden auf dem Kordigast größere Feste gefeiert, von denen drei von besonderer Bedeutung sind. Das erste war ein Volksfest zur Feier der Proklamation des Erzherzogs Johann von Österreich zum Reichsverweser am 29. Juni 1848. Einen Monat später folgte das Dankesfest oder Schaumburgsches Freischießen am 23. Juli 1848. Es wurde vom damaligen Strössendorfer Schlossherrn Philipp von Schaumberg für das Altenkunstadter Freikorps veranstaltet. Von Schaumberg wollte sich mit dem Fest, bei dem auf den Laufenden Hirschen geschossen wurde, bei den Schützen bedanken, die mit ihren Patrouillen bei der Märzrevolution 1848 auch sein Schloss und seinen Besitz vor Plünderung bewahrt hatten. Am 18. Oktober 1863 wurde als drittes großes Fest eine Feier zum 50. Jahrestag des Sieges über Napoleon in der Leipziger Völkerschlacht abgehalten. In den ersten Jahrzehnten des 20. Jahrhunderts wurden auf dem Berg zahlreiche Wander- und Turnvereinsfeste gefeiert.

### Bergbau

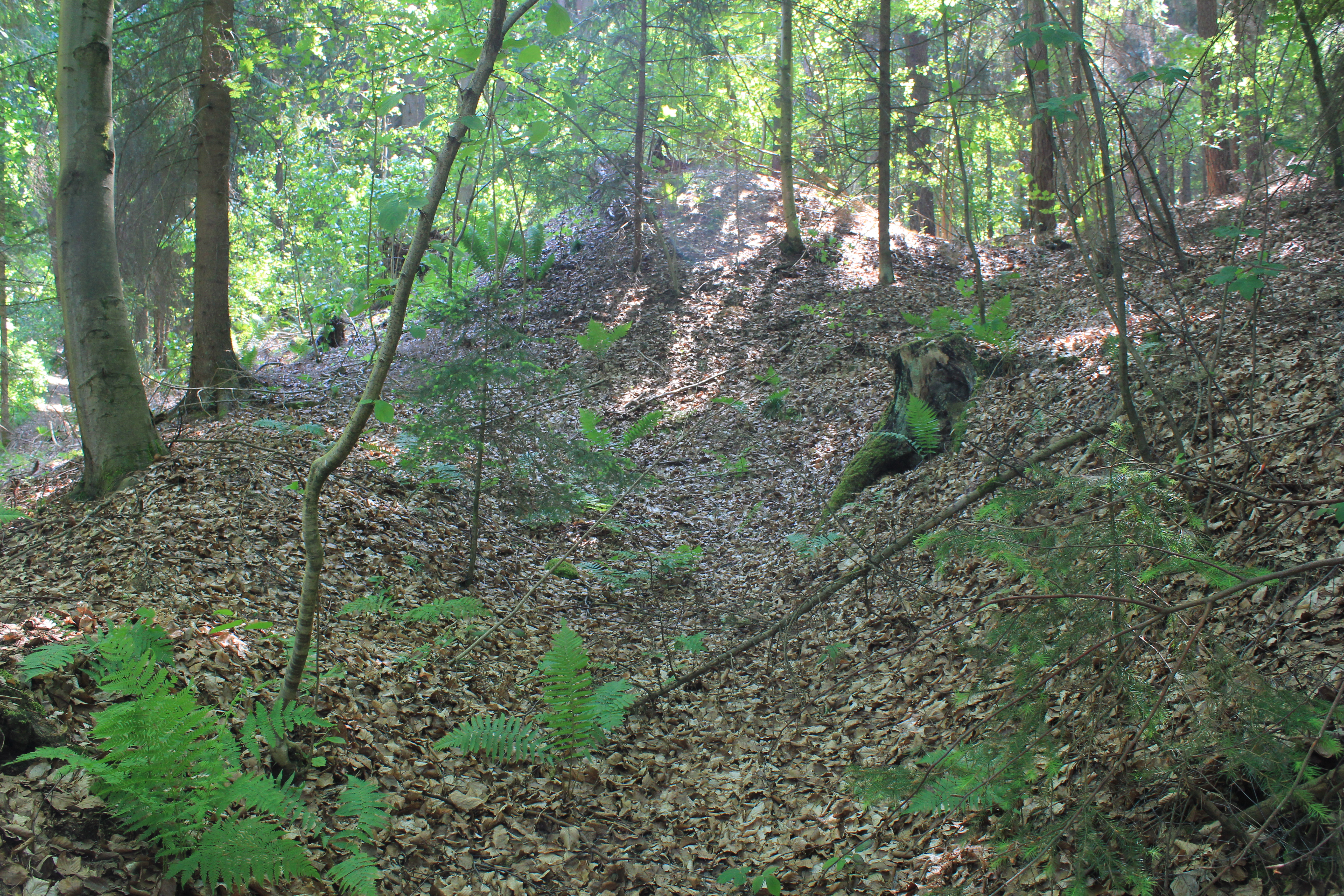
Ehemaliger Stolleneingang am Kordigast

Zwischen 1718 und 1938 wurde mehrmals kurzzeitig am Nordhang des Kordigast Eisenerz abgebaut. In der etwa 60 m mächtigen Braunjura-Eisensandstein-Schicht (Dogger-ß) am Kordigast befindet sich ein knapp einen Meter hoher Eisenerzflöz, bei dem ein Eisengehalt von 30 % festgestellt werden konnte. Am intensivsten wurde das Erz in der zweiten Hälfte des 19. Jahrhunderts gefördert, da man durch den Eisenbahnbau und die industrielle Revolution einen großen Bedarf an dem Rohstoff hatte. Aufgrund mangelnder Rentabilität wurde im Jahr 1938 mit der Schließung des Stollens Concordia oberhalb von Burkheim der Abbau endgültig eingestellt. Unweit dieses Stollens gab es noch einen zweiten, beide sind völlig zugewachsen und nicht mehr auffindbar. Das Kataster der Geotope Bayerns stuft die beiden Stollen als geologisch geringwertig ein. Das Vorhaben, einen der beiden Stollen im Zuge des Naturparkprogramms im Jahre 1999 wieder zu öffnen, wurde nicht umgesetzt. Er sollte, mit einer Stahlgittertür gesichert, als Überwinterungsquartier für Fledermäuse und Amphibien dienen.
Für den Häuserbau betrieb man im Mittelalter und in der frühen Neuzeit zahlreiche kleinere Steinbrüche am Kordigast und an den umliegenden Bergen wie dem Külmitz. Neben Bausteinen aus Sandstein wurde auch Kalk aus der Schicht Weißjura alpha und beta gewonnen. In Pfaffendorf stellten die Gebrüder Grebner zwischen 1932 und 1947 Branntkalk her. Als Ausgangsmaterial diente Kalkstein aus ihrem eigenen kleinen Steinbruch am Kordigast, den sie mit Pferdefuhrwerken nach Pfaffendorf brachten und dort in ihrem Kalkofen weiterverarbeiteten. 1947 wurde der Betrieb eingestellt und der Kalkofen abgerissen.

## Etymologie

### Entstehung aus dem Slawischen

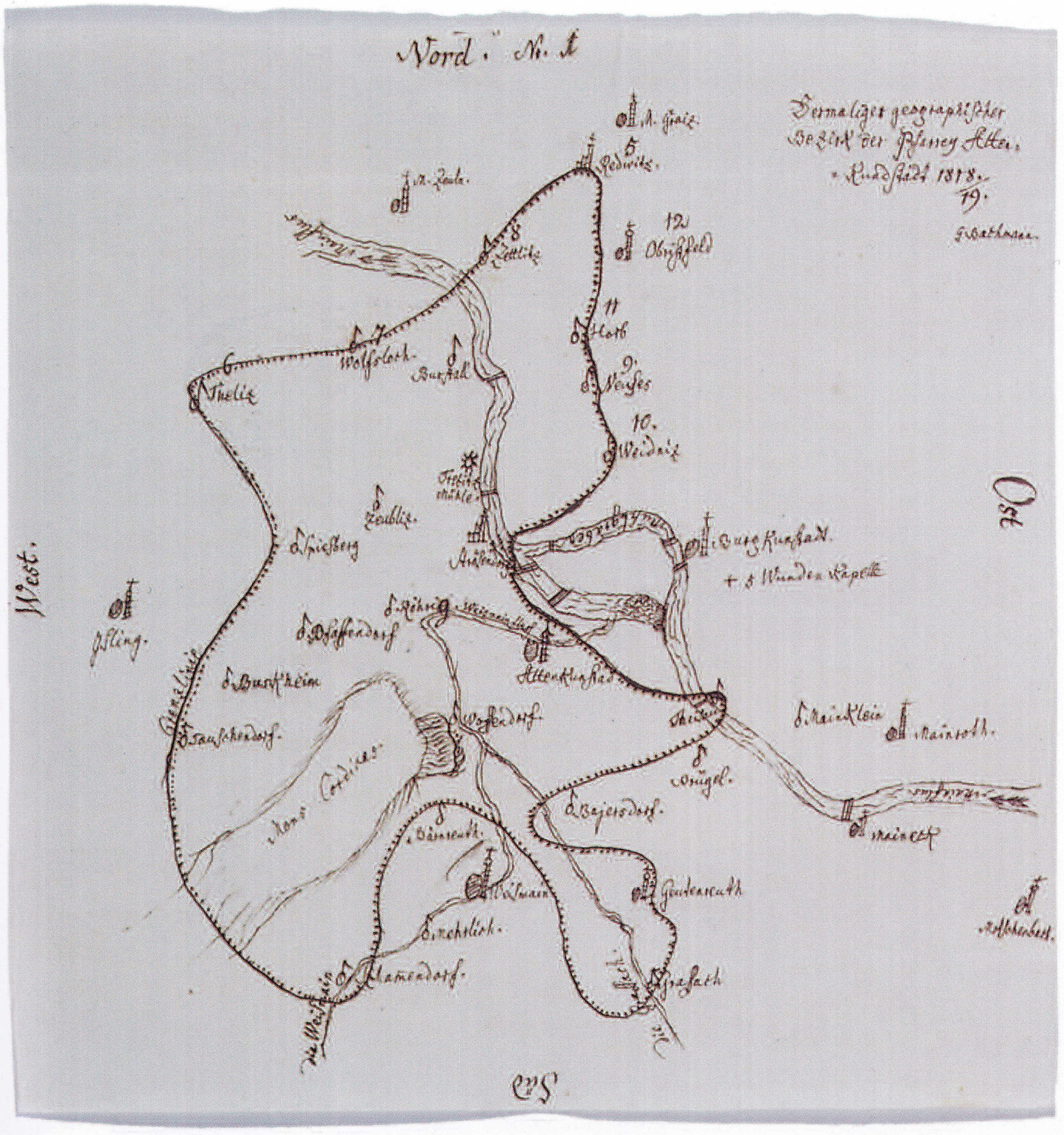
Bezeichnung des Kordigast als Mons Cordicas in einer Entwurfszeichnung zur Arrondierung des Altenkunstadter Pfarrsprengels im Jahr 1818

Der Bergname leitet sich nach den Sprachforschern Ernst Schwarz und Ernst Eichler vom slawischen Männernamen Chotegost ab. An den Namen gliederte sich ursprünglich noch das Possessivsuffix -jь, woraus die Grundform Chotegošc entstand, deren Zweitglied als -gast eingedeutscht wurde. Analog entstanden auch die Namen Trebgast, Marktleugast, Marktschorgast und weitere. Der Bergname lässt sich demnach als Berg eines Chotegost deuten.

### Weitere Entwicklung des Namens
Bis ins 19. Jahrhundert gab es verschiedene Namen und Schreibweisen. Während von Schriftkundigen aus der Gegend um den Berg die Schreibweisen ab dem 17. Jahrhundert nahezu gleich blieben, sind für die Jahrhunderte davor und in Schriften ortsfremder Autoren aller Jahrhunderte teils stark abweichende Bezeichnungen zu finden.
Die älteste bekannte Erwähnung stammt aus einer Kaufurkunde von Friedrich von Scheßlitz und dem Kloster Langheim aus dem Jahr 1376. Der Ort wird dort als „Kotgast“ erwähnt, ebenso wie in einer Langheimer Urbar von 1419/1420. In weiteren Urkunden und Klosterbüchern von Langheim steht 1422 „Kotygast“, um 1450 „Kostgast“ und zwischen 1479 und 1494 „Kottigast“, „Cottigaß“, „Kotigiß“ sowie „Kotigist“ und um 1530 erneut „Kottigast“. In der oben abgebildeten Schaftrieb-Karte von 1672 wird der Berg „Kotthias“ geschrieben. Magister Johann Will erwähnte den Berg bei seiner Beschreibung der Weismainer Gegend in seinem Buch Das Teutsche Paradeiß im Jahr 1692 als „Kotyrsberg“ bzw. „Kotirsberg“. Eine Karte des Herrschaftsgebiets der Grafen Giech aus dem Jahr 1712 enthält die Schreibweise „Kottiges“. In einer Langheimer Urkunde aus dem Jahr 1720 steht erneut „Kottigast“ und „Köttiges“. Johann Caspar Bundschuh bezeichnete den Berg 1801 in seinem Lexikon über Franken als „Kortikas“, für das darauffolgende Jahr ist in einem Erbzins-Heberegister des bambergischen Kastenamts in Weismain analog der Langheimer Typografie der Name „Kottigast“ aufgeführt. Die einzige lateinische Bezeichnung lautet „Mons Cordicas“ in einem Entwurf zu Arrondierung des Altenkunstadter Pfarrsprengels des Jahres 1818. In der von K. F. Hohn verfassten Geographisch-Statistischen Beschreibung des Obermainkreises aus dem Jahr 1827 erwähnt er die beiden Teilberge als „Kleine[r] und Große[r] Kottigas“. Erstmals ist die heutige Schreibweise 1854 in einem Urkataster der Steuergemeinde Pfaffendorf zu finden. Im Jahr 1884 befindet sich mit „Cordigast“ letztmals durch L. Hager in Heimatkunde des Amtsbezirkes Lichtenfels eine abweichende Schreibweise. In weiteren Quellen aus den Jahren 1894, 1907, 1950 und 1978 wird nur noch die heutige Schreibweise verwendet.

### Einordnung und Fazit
Aus der seit dem 17. Jahrhundert erscheinenden Schreibweise Kottigas bzw. Kottigast und der fränkischen Mundartbezeichnung [ˈkhǫr.χəs] (sprich: kh'orches) entwickelte sich die heutige Bezeichnung Kordigast. Die mundartliche Form zeigt einen Rhotazismus vom intervokalischen t zum r, wie in Vater zu lokal-mundartlich fårə oder Mutter zu lokal-mundartlich mųre. Die Bezeichnung Kotgast 1376 und in späteren Jahren sind reine Schreibformen, hingegen sind Kottigast und ähnliche Namensformen als lautlich authentische Überlieferungen anzusehen. Die neueren Schreibweisen ab 1801 mit -rd bzw. -rt lassen sich als Misch- oder Kompromissform der schriftlichen Tradition und der Mundart deuten.

## Schutzgebiete und Geotope
Westlich, südlich und östlich des Kordigast befindet sich, bis an seine Flanken heranreichend, das mehrteilige Fauna-Flora-Habitat-Gebiet Trockenrasen, Wiesen und Wälder um Weismain (FFH-Nr. 5933-371). Der Berg liegt vollständig im Nordteil des 2001 gegründeten und 1021,64 km² großen Landschaftsschutzgebiets Naturpark Fränkische Schweiz-Veldensteiner Forst (LSG-Nr. 322697).
Das Bayerische Landesamt für Umwelt (LfU) stuft die Felsgruppe am Großen Kordigast als „geowissenschaftlich wertvoll“ ein (Geotop-Nummer: 478R021). Diese Felsbildungen sind auch als Naturdenkmal ausgewiesen.
Die Schürfstelle am Kordigast ist vom LfU als „geowissenschaftlich bedeutendes Geotop“ (Geotop-Nummer: 478A011) ausgewiesen.
Der ehemalige Eisenerz-Bergbau am Kordigast ist vom LfU als „geowissenschaftlich bedeutendes Geotop (Geotop-Nummer: 478G001)“ ausgewiesen.

## Kordigastberglauf
| Jahr              | Sieger Männlich    | Siegerzeit (in h) | Sieger Weiblich            | Siegerzeit (in h) | Finisher |
| ----------------- | ------------------ | ----------------- | -------------------------- | ----------------- | -------- |
| 1. Dezember 2007  | N.N.               | >00:20:00         | Anke Härtl                 | 00:23:42          | 126      |
| 6. Dezember 2008  | Stephan Bayer      | 00:20:10          | Anke Härtl                 | 00:23:42          | 123      |
| 5. Dezember 2009  | Stephan Bayer      | 00:20:09.42       | Anke Härtl                 | 00:23:31.71       | 136      |
| 4. Dezember 2010  | Valentin Schuhmann | 00:21:54          | Anke Härtl                 | 00:23:30          | 104      |
| 3. Dezember 2011  | Valentin Schuhmann | 00:19:58          | Anke Härtl                 | 00:24:12          | 95       |
| 1. Dezember 2012  | Mitke Seboka Tulu  | 00:19:19          | Carmen Schlichting-Förtsch | 00:24:23          | 161      |
| 7. Dezember 2013  | Mitke Seboka Tulu  | 00:19:14          | Ulrike Schwalbe            | 00:24:41          | 139      |
| 6. Dezember 2014  | Kevin Karrer       | 00:20:31          | Ulrike Schwalbe            | 00:23:33          | 104      |
| 5. Dezember 2015  | Kevin Karrer       | 00:20:24          | Ulrike Schwalbe            | 00:23:27          | 141      |
| 10. Dezember 2016 | Daniel Götz        | 00:19:45          | Carmen Schlichting-Förtsch | 00:24:48          | 120      |
| 9. Dezember 2017  | Kevin Karrer       | 00:20:45          | Sophia Franz               | 00:26:30          | 118      |

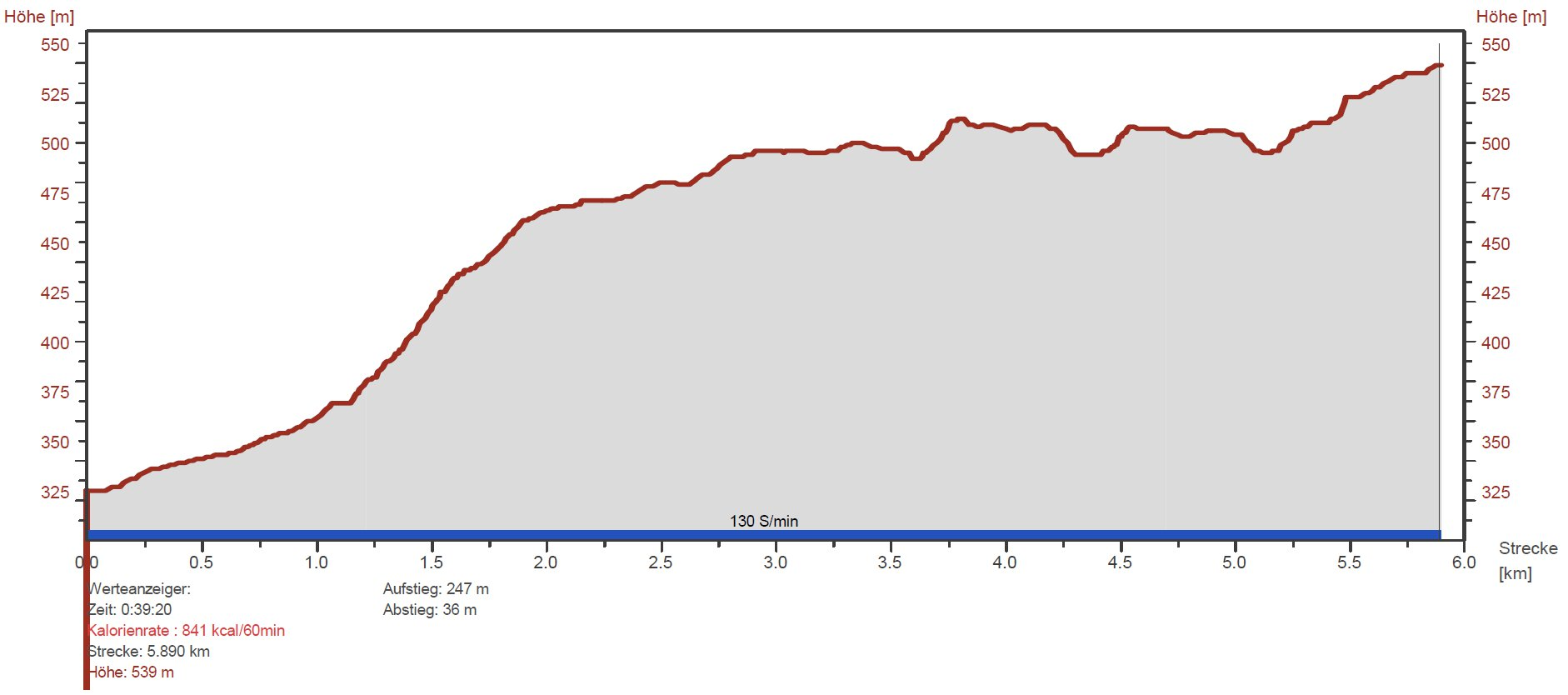
Streckenprofil des Kordigastberglaufs

Seit 2007 veranstaltet der SCW Weismain den Kordigastberglauf. Es handelt sich um einen Berglauf mit einer im Vergleich zu anderen bekannten Bergläufen verhältnismäßig kurzen Streckenlänge zwischen 4,8 km bis 5,16 km und einem Streckenprofil von 285 Höhenmetern. Die größte Steigung beträgt 22,8 %, die durchschnittliche 7,2 %.
Die Teilnehmer kommen üblicherweise aus dem gesamten nordbayerischen Raum. Für den Start sind alle Altersklassen zugelassen, auch Kinder. Der Lauf findet alljährlich am ersten Dezemberwochenende statt, unabhängig von den Witterungsbedingungen, so dass die Strecke 2011 mit bereits geschlossener Schneedecke zurückgelegt werden musste. Der vierte Berglauf, im Jahr 2010, wurde als erste Kreis-Bergmeisterschaft des Bayerischen Leichtathletik-Verbandes-Bezirk Oberfranken (BLSV-Kreis II Kronach-Lichtenfels-Coburg), ausgetragen. 2012 wurde der Lauf erstmals als einer von drei Läufen des Berglauf-Cups neben dem Adam-Riese-Staffelberglauf und dem HONDA-Berglauf Höhn ausgetragen. Veranstaltet wurde der Wettbewerb gemeinsam vom SCW Weismain, dem TSV Bad Staffelstein und dem SV Bergdorf-Höhn. Die Siegerehrung des Berglauf-Cups fand zusammen mit der des Kordigastberglaufes statt. Von Teilnehmern wurde der Kordigast-Berglauf als der „härteste[…]“ und „[…]idyllischste“ aller drei Rennen bezeichnet.
Als Preise werden Pokale, Medaillen und Urkunden vergeben. 2008 wurde erstmals eine Mannschaftswertung durchgeführt, die mit diversen Sachpreisen dotiert ist. Der Sonderpreis des Stadtsiegers wird seit 2009 vergeben. Er geht an den schnellsten Läufer aus einem der Weismainer Ortsteile, wobei Weismainer selbst davon ausgeschlossen sind, und ist mit der Überreichung eins Wanderpokals an den Sieger, den Korches-Bergmeister verbunden.  Seit 2011 wird dieser Preis auch für die schnellste Stadtläuferin, die „Korches-Bergkönigin“ vergeben.
Die Strecke beginnt am Parkplatz beim Städtischen Bauhof in Weismain. Von dort führt sie zunächst durch den Ortsteil Giechkröttendorf im Pfauengrund und biegt in der Dorfmitte in Richtung Norden ab. Der Untergrund wechselt dort nach dem ersten gelaufenen Kilometer von Asphalt zu einem befestigten Waldweg mit Erde und Schotter. Der Feldweg, auf dem die Strecke weiterführt, enthält unmittelbar nördlich von Giechkröttendorf den ersten größeren Anstieg mit einer Länge von 800 Metern und einer Steigung bis zu 15 Prozent. Anschließend führt der Weg zunächst durch ein Waldstück, dann über offenes Gelände und endet nach einem erneuten Anstieg und der Umrundung des Großen Kordigast auf dem Gipfelplateau.

## Sagen, Erzählungen und Lyrik

### Sagen

#### Kreuzsage
Die Hauptsage des Kordigast ist die Kreuzsage über den Großen Kordigast. Sie existiert in mehreren Versionen, wobei die beiden folgenden die bekanntesten sind. Die Sagen sind vor dem Hintergrund zu sehen, dass der Kordigast, wie viele andere Flächen in der nördlichen Frankenalb, durch intensive Schafweidung jahrhundertelang waldfrei war. Eine leicht abweichende Form dieser Sage ist die Fuhrnickel-Sage. Sie wurde Ende des 19. Jahrhunderts verfasst und liegt in Prosaform vor. Wie die Kreuzsage erklärt sie poetisch die Errichtung des Gipfelkreuzes am Großen Kordigast.

„Die Sage vom Kordigast ist eine uralte Mär,

die Ahnen erzählen sie schon, lang, lange ist’s her.

Du faltest die Hände, sprichst ein stilles Gebet

und denkst an die Legende, die das Kreuz dir erzählt.
Siehst du das Kreuz auf dem Berge steh’n, es grüßt hinunter ins Tal?
Viele Geschichten erzählt man von ihm, beginnend: es war einmal...
Es war einmal ein Schäfer, der floh eilend durch die Nacht, über die Wacholderheide.
Es tobte ein Gewitter, und der nahe Donner kracht, und grollte auf allen Seiten.
Der Regen schlug ihm ins Gesicht, er irrte umher, den Weg fand er nicht, es nahte der Abgrund, das Sterben.
Der Schäfer fiel aufs Knie und fleht, Sankt Wendelin, höre du mein Gebet, Maria laß uns nicht verderben!

Die Sage vom Kordigast ist eine uralte Mär,

die Ahnen erzählen sie schon, lang, lange ist’s her.

Du faltest die Hände, sprichst ein stilles Gebet

und denkst an die Legende, die das Kreuz dir erzählt.
Dort wo das Kreuz auf dem Berge steht, ist auch noch heute die Schlucht.
Steil ragt die Felswand vom Kordigast, dort war die Herde auf Flucht.
Halte ein, du alter Schäfer, dein Hund weiß um die Gefahr, stemmt sich der Herde entgegen.
Die Nacht verbirgt die Todeswand, nur der Hund nimmt sie wahr, er sieht trotz Dunkel und Regen.
Himmel, nur noch ein Augenblick, o Schicksal, halte die Herde zurück, schon öffnet der Abgrund den Rachen.
Ein Blitzen, ein gewaltiger Schein, die Herde erstarrt, der Schäfer hält ein, dem Teufel vergeht sein Lachen.
Das Kreuz auf dem Kordigast, das uns dies Wunder erzählt,

hat ein dankbarer Schäfer auf dem Felsen erstellt.“

„Zog ein Mann von Bamberg her,

mit einer Herde Schafe.

Sein Weg führt übers Juraland

er wandert wie im Schlafe.

Er wollte über Pfaffendorf

am Kordigast gelegen.

Da irrt er in die Dunkelheit

der Mann auf seinen Wegen.

Anstatt zu Tale niederwärts

steigt er hinauf zur Firne.

Wo jäh der Abgrund niederstürzt

von steilen Felsenstirne.

Da hat sein treuer Schäferhund

die Schafe angesprungen.

Und hat sein lautes Gebell

das weite Tal durchdrungen.

Und als die Herde weiterzog

auf Tod und treuen Wegen.

Da warf sich der Hund in wilder Wucht

dem eigenen Herrn entgegen.

Da legt der Herr bei finsterer Nacht

sich bei den Schafen nieder.

Zufrieden liegt der treue Hund

zu füßen dem Gebieter.

Und als das erste Morgengrauen

den Kordigast umwoben.

Da hat der Herr sich ganz schreckensbleich

vom Lager sich erhoben.

Er sieht, daß er drei Schritte nur

vom Abgrund hat geschlafen.

Und daß sein Hund sein Retter war

von ihm und seinen Schafen.

Die Hand des Herrn hat er erkannt.

Ein Kreuz dort aufgerichtet.

Dies ist zum Dank von Erhard Will

aus Motschenbach errichtet.“

„Das Eisenbahnnetz spannte sich erst in dünnen Fäden über unser Land. Da lebte in Wolfsloch der ‚Fuhrnickel‘, ein Mann von echtem Schrot und Korn. Seine Fahrten führten ihn durchs ganze Frankenland. Er und seine Pferde kannten fast alle Straßen und Wege zwischen Nürnberg und Kulmbach, zwischen Hollfeld und dem Rennsteig. Bald schaffte er Nürnberger Tand in unseren Raum, bald holte er Zucker aus Unterfranken. Als Straße benutzte Fuhrnickel oft die heute ins Dunkel gehüllte Judenstraße, die von Bamberg über Scheßlitz, Wattendorf, Köttel, Eichig, an Burkheim und Pfaffendorf vorbei nach Altenkunstadt führte. Manchmal nickte Nickel auf seinem Bocke sitzend ein. Er konnte sich auf seine treuen Vierbeiner verlassen. Sie kannten den Weg, ebenso wie ihr Kutscher.

Einmal aber war es bereits dunkel geworden. Das Ziel Burgkunstadt oder Altenkunstadt war bald erreicht. Da rappelte das Fuhrwerk dem Kordigast zu, während der Kutscher, von Müdigkeit übermannt, sein Nickerchen machte. Diesmal hatten die Pferde den gewohnten Weg verlassen und führten ihren Herrn bis an den Steilabhang des Bergplateaus. Hier am Rande des Abgrundes aber blieben die Tiere plötzlich stehen und bewahrten ihren Herren und sich vor dem sicheren Tode. War es dann ein Wunder, daß der erwachende Fuhrmann, als er sich in dieser gefahrvollen Situation vorfand, sein Fuhrwerk in Sicherheit brachte, niederkniete und gelobte, hier an dieser Stelle ein Kreuz zu errichten?

Und so geschah es. Wie die Überlieferung kündet, wurde die Säule mit einem 16spännigen Fuhrwerk auf den Kordigast transportiert und auf einem Sockel errichtet. Fuhrnickel ließ ein eisernes, vergoldetes Kreuz anfertigen, und damit krönte er sein Denkmal. So lange er lebte, verbrachte er den Jahrtag des Geschehens an dieser Stätte.“

#### Sage der Steinernen Hochzeit
Die Sage der Steinerne Hochzeit schildert die Entstehung der markanten Felsformation Steinerne Hochzeit am Kleinen Kordigast. Auch sie existiert in leicht unterschiedlichen Fassungen. Die folgende stellt mitunter die kürzeste und geläufigste dar:

„Im Hochzeitshaus stand das Mahl bereit und wartete auf Brautpaar und Gäste. Auf dem Rückweg von der Kirche vom entfernten Pfarrdorf verspätete sich die Hochzeitsgesellschaft. Die Köchin, die über diese Verspätung verärgert war, stieß in ihrer Entrüstung eine schreckliche Verwünschung aus: Die Bummler sollten zu Fels erstarren. Der Fluch ging in Erfüllung. Die Hochzeitsgesellschaft wurde zu Fels, dort wo sie die Verdammung traf.“

Eigenartig ist jedoch der Umstand, dass die Sage auch für mehrere Felsformationen mit dem Namen Steinerne Braut oder Steinerner Hochzeitszug im Lautergrund, in der Lichtenfels-Bad Staffelsteiner Gegend überliefert ist. Karl Brückner veröffentlichte diese Sagenversion in seinem Band Sagen, Legenden und Lokalgeschichtliches aus den Jurabergen im Jahr 1929 mit folgendem Wortlaut:

„Das Mahl im Hochzeitshause stand bereit. Das Brautpaar und Gäste verspäteten sich auf dem Rückwege von der Kirche des entfernten Pfarrdorfes. So verann Viertelstunde um Viertelstunde. Da stieß die verärgerte Köchin eine greuliche Verwünschung aus: Die sich Verspätenden möchten überhaupt nicht mehr zurückkehren, sondern dort, wo eben ihr Fuß schreite, zu Fels erstarren. Und die Erwarteten kamen wirklich nicht wieder. Bräutigam und Braut und alle in ihrem Gefolge. Der Fluch hatte sich erfüllt. Heute nach Hunderten von Jahren steht die Hochzeitsgesellschaft noch dort, wo ihr Geschick sie ereilte.“

#### Fisch-Sage
Der Nürnberger Mundartdichter Wilhelm Malter erwähnt in dem von ihm herausgegebenen Werk Oberfranken West von 1965 noch die Sage, wonach im Inneren des Kordigast ein großer Fisch verborgen sei, der seinen Schwanz im Maule hält. Wenn der Fisch sich streckt, springt die Erde auf und die Gegend wird überflutet. Dieses Sage ist lokal aber nicht geläufig und zudem stereotypisch für Karstgebiete. Wesentlich bekannter ist diese Sage für den Staffelberg.

### Lyrik
Der Burkheimer Heimatdichter Franz-Joseph Ahles verfasste Anfang des 20. Jahrhunderts folgende fünf Gedichte über den Kordigast:
- Ein Lied vom Kordigast (Vertonte Version unter dem Namen Kordigastlied nach der Melodie des Pfälzerliedes)[11]
- Ein Lied vom Kordigast
- Auf zum Kordigast
- Mein Kordigast bleibt ewig schön
- Mein Kordigast wie bist du schön

Die ersten beiden sind gleichnamig, inhaltlich aber völlig unterschiedlich. Alle fünf Gedichte sind im Buch Lieder des Sängers vom Kordigast enthalten. Von diesem wurden bisher insgesamt fünf Auflagen veröffentlicht. Teils geschah dies im Eigenverlag des Verfassers und teils gemeinschaftlich durch die Sparkasse Coburg – Lichtenfels und die Druckerei H. O. Schulze aus Lichtenfels.